# ウルトラマンZ
『ウルトラマンZ』（ウルトラマンゼット）は、2020年6月20日から12月26日にかけてテレビ東京系列で毎週土曜 9時 - 9時30分（JST）に放送された円谷プロダクション制作の特撮テレビドラマ。
キャッチコピーは、「新ヒーローはゼロの弟子！ 熱血戦士ウルトラマンゼット！」、「ご唱和ください我の名を！ウルトラマンゼット！」。

## ストーリー
地球防衛軍日本支部のロボット部隊「ストレイジ」に所属するナツカワハルキは、怪獣が起こした被害の処理をする最中、地球に襲来した怪獣とそれを追ってきたウルトラマンゼットの戦闘に巻き込まれる。戦いの最中、ハルキは身を挺して怪獣の攻撃から避難民を守り命を落とすが、同じくピンチに陥ったゼットから起死回生の手段として一体化を提案され、ウルトラゼットライザーとウルトラメダルを与えられる。アイテムによるウルトラフュージョンを敢行して力が強化された姿となったゼットは怪獣を撃破することに成功し、かくしてハルキは活動が活発となった怪獣やその裏で暗躍する宇宙人との戦いに立ち向かうこととなる。

## 登場人物

### ストレイジのメンバー
- このほかに5人目の隊員として、ハルキの防衛学校時代の友人で霊感のあるオペレーターの青年「ヨシダ ソウスケ」の登場が予定されていたが、オミットされた[出典 1][注釈 1]。

ナツカワ ハルキ
本作品の主人公。ストレイジの作戦班に所属する新人の特空機操縦士。階級は3等特尉。1997年6月20日生まれの23歳。山梨県深間市出身。身長183センチメートル、体重78キログラム、A型。漢字表記は「夏川 遥輝」。地球防衛大学出身。18歳の時にテレビの生中継で観たナメゴンと戦うセブンガーにあこがれ、ストレイジに入隊する。看護師の母親ジュンコは健在で、深間市の実家で暮らしている。父親のマサルは消防士で、ハルキが小学5年生のころ（2008年春）にギーストロンから逃げ遅れた人々を助けようとして命を落としている。
性格は上下関係や礼儀を大切にする真面目一徹な体育会系で、ストレイジの面々のみならず、ゼットやウルトラマンの先輩であるリク、さらにはベリアロクに対しても敬語で接する。特技の空手を始めとする各種格闘技の達人であり、任務の合間を縫っては定期的に趣味の筋トレなど鍛錬に励んでいる。口癖は応答する際に発する「押忍！」や、攻撃および気合を入れる時に発する「チェストー！」。花粉症。
ゲネガーグとの戦いで落命した際にゼットと一体化しウルトラフュージョンする力を得る。以降は人一倍強い正義感をもって怪獣や宇宙人、暗躍するカブラギ（セレブロ）と戦うが、レッドキングとの一戦を経て怪獣は一概に倒すべき存在なのか自問するようになり、一時は戦闘に支障が出るほどゼットとの間に気持ちのすれ違いが生じる。しかし、ブルトン出現時に図らずもマサルと邂逅したことで、「手が届く範囲で守れる人々は全力で守り、それで傷つけたり守れなかった存在は絶対に忘れない」と決意を新たにし、改めて戦いに臨む。
ストレイジ解散後はGAFJ基地業務班施設警備隊に配属されるが、デストルドスからヨウコを助けるために旧ストレイジの隊員たちと蜂起。ヨウコ救出後はデストルドスとの初戦のダメージが残りながらも命の危険を顧みずゼットへと変身し、これを撃破。全てが終わってからは、宇宙で苦しむ命を助けるためにゼットと地球を旅立つ。
- 感情のベースは平野自身の中から引き出していったが、色々な表情のパターンを試されている感じがしていたため、序盤ではギャップを意識して感情を誇張するためにかなり力が入っていたため、変顔が多かったという。

『ウルトラマントリガー NEW GENERATION TIGA』
第7・8話に登場。キングジョーSCを奪ったバロッサ星人（四代目）を追跡する最中、ブルトンの異次元空間に飲み込まれ、時空を超えてウルトラマントリガーのいる地球へとたどり着く。SCの再起動を試みる中、GUTS-SELECTと接触し、トリガーことマナカケンゴと邂逅する。どさくさに紛れてバロッサ星人によってウルトラメダルを奪われ、同時にウルトラゼットライザーを破壊されていたが、ヒジリアキトの協力でカスタマイズされた専用のGUTSスパークレンスとGUTSハイパーキーを作製してもらい、ゼットに変身してトリガーとバロッサ星人を撃破する。その後のダダが引き起こしたサイバー攻撃による侵略に対してもケンゴたちと協力し合い、乗っ取られたキングジョーSCを致し方なく破壊する。戦闘後はSCの残骸を回収し、ベリアロクの力で元の次元へと帰還する。

ナカシマ ヨウコ
本作品のヒロイン。地球防衛大学を主席で卒業したストレイジ作戦班班長のエースパイロット。階級は2等特尉。1996年8月31日生まれの24歳。鹿児島県馬崎市出身。身長163センチメートル、体重55キログラム、O型。漢字表記は「中島 洋子」。曾祖父の代から続く軍人一家の出身で、父ミチヒロは現役の地球防衛軍の叩ぎあげの軍人（地球防衛軍日本支部第12怪獣警戒隊隊長・2等特佐）、母イツキは日本舞踊の家元・松田流であり、自身も母の意向で幼少期から柔術や合気道、華道や新体操などの多彩な英才教育を受けている。
素の性格はカラッとした陽気かつ負けず嫌い。「自分より強い男としか結婚するな」という父の教えに基づいて交際を申し込まれた際などに例外なく投げ技を仕掛けるなど男勝りな面をもちつつ、仲間を気遣う一面も持つ。その一方で重度の枯れ専のため、年下は恋愛対象として受け付けず、コジローのような年上の男性に憧れ、命を救われたことから5000歳という年齢のゼットを「ゼット様」と呼んで強い好意を抱いて慕い、ときめく女性らしい乙女な一面も持つ。また、「命を守ること」にこだわるハルキに対して、「正義を守ること」を信条とし、怪獣出現の際は現状に鑑みて倒すしかないと理解した上で、その命を奪う責任についても深く洞察している。ハルキの口癖である「チェストー！」は、元々は父の口癖であり、自身も気づかずに口走っていたが、ハルキに真似されてからはそれを嫌がり、二度と言わなくなった。
ストレイジ解散後はハルキと異なりパイロットの腕をユウキに見込まれてウルトロイドゼロのパイロットとなる。セレブロが文明自滅ゲームの最終段階に入った際はデストルドスを操るための身体として寄生されるも、ハルキたちの尽力によって救出される。
- 第22話の私服は映画『トランスフォーマー』のミーガン・フォックスのようにアメカジのライダースーツのような感じとなった。ニーハイは松田自身の提案によるもの。
- 腕相撲はヨウコを演じる松田自身が弱く、ハルキ役の平野が自ら倒れていたという。

『ウルトラマントリガー NEW GENERATION TIGA』
第7・8話に声のみ登場。宇宙セブンガーに搭乗してゼットと共にバロッサ星人（四代目）を追跡していたが、ブルトンの異次元空間に飲み込まれないようゼットに防御され、一人取り残される。

オオタ ユカ
ストレイジ装備研究開発班班長で、科学技術担当の女性科学者。階級は2等特尉。1998年3月3日生まれの22歳。神奈川県横倉市出身。身長160センチメートル、AB型。漢字表記は「大田 結花」。キャッスルサザン大学院理学部巨大生物学科を専攻し、科学マニアのノリで数々の修士号を取得しており、自然科学や理論物理のみならず、伝説や歴史、語学など様々な分野に精通している巨大生物学の権威で対怪獣ロボット工学のエキスパート。実戦ではそれらを引用してPADで怪獣や状況の分析、作戦の立案を行ったり、特空機やアイテム開発、科学分析などを担当する。また、栄養補給を最速で行えるということから、よくミックスジュースを自作しては愛飲している。
4歳の時に曾祖母の住む千葉県獅子ヶ丘町で偶然禁足地の山に足を踏み入れ、ホロボロスを目撃したことがきっかけで未知の世界を知りたいと思うようになり、それが現在の職業やストレイジ入隊の動機となっている。そのため現在も怪獣絡みのことになると、興奮しながら分析や解剖をしたいと発言したり、怪獣の細胞や肉片、表皮を冷蔵庫にコレクションしているなどマッドサイエンティストな面を見せる。アメリカで生活していたことから「ビンゴ」が口癖。
ストレイジ解散後は怪獣研究センターに配置換えとなり、休眠中であるはずの地球怪獣たちが活発な状態となったことから、ウルトロイドゼロの起動に異を唱える。デストルドス出現時はヘビクラと同様に宇宙人の容疑をかけられて拘束されそうになるも助けられ、ストレイジの面々とヨウコ救出に参加。作戦後はカブラギとともにセレブロを捕獲し、研究対象としている。
- 当初はジャグラーを好きになるという初期設定があったが、それが膨らむとハルキとヨウコが立たなくなるため、なくなった。
- スキップが下手という設定は、ユカ役の黒木は実際にはできるものの、監督と話し合った結果、極端に動けない運動音痴ということとなり、スキップができないスタッフの動きを参考にしたという。

ヘビクラ ショウタ
ストレイジの隊長。階級は3等特佐。1986年3月7日生まれの34歳。北海道紋万走村出身。身長177センチメートル、70キログラム、B型（データ上）。漢字表記は「蛇倉 正太」。怪獣に対する作戦統括と現場指揮を担当する。趣味は盆栽。フレンドリーで器の大きい温厚な性格。癖のある隊員たちの行動や作戦を尊重しつつ、まとめ上げる手腕の持ち主。ハルキを凌駕するほどに戦闘術に長け、柔道や空手などの稽古を折に触れて付ける。
その正体は『ウルトラマンオーブ』に登場したジャグラス ジャグラーで地球防衛軍に在籍していたが亡くなったへビクラという人物に入れ替わって、ストレイジの設立に関わっていた。ハルキのウルトラゼットライザーからダークゼットライザーを生み出し、融合獣へと変身してゼットを攻撃する一方、正体を知るリクには「正義に目覚めた」と説明して、魔人態の姿でストレイジの面々やリクの窮地を救うなど真意の見えない行動を起こす。
ストレイジ解散後は防衛軍を除隊して、ウルトロイドゼロの初戦闘後にゼットとハルキの前でジャグラーとしての真の姿を現す。これまでの行動は人類とセレブロ双方が調子に乗りすぎず、一方で目的達成のために諦めもしないよう調整するためのものであり、過去の経験から「自分の正義を絶対だと思う者たちに、その正義の危うさを思い知らせる」という目的を明かす。その上でウルトロイドゼロ強奪を狙うが、人質に取られたハルキを見捨て切れなかった隙を突かれて、セレブロに敗北。怪獣への変身能力を失う。その後はデストルドスを操り、猛威を振るうセレブロに対抗するために旧ストレイジの面々と基地を奪取。既に巨大化能力を喪失していたことから、ウインダムに乗り込んでヨウコ救出作戦を展開する。デストルドス撃破後はセレブロがユカとカブラギに捕獲されたのを見届け、命の木を手にして、いずこへと去る。
- 過去のニュージェネのヴィランが怪獣を召喚するという流れになっていたことから、自分の都合で怪獣が出てくる怪獣中心のエピソードに戻すためにヴィランを排除し、それに代わる要素としてジャグラーを再登場させることとなった。『レオ』でモロボシ・ダンが隊長として登場したように、ジャグラーも防衛隊の隊長として再登場させることで、他の作品でのヴィランが防衛隊の隊長であり、味方側のキャラクターとして基本的に行動しているが謎の行動で暗躍するものとなった。ただし、メイン層の子供たちはジャグラーを知らない計算になるため、ジャグラーとしての正体を明かした後もヘビクラを子供たちが嫌いにならないように、子供たちがヘビクラに防衛隊の隊長として愛着を持ってもらえるような描き方にしたという。
- 演じる青柳尊哉は特にミスリードを用意していたわけではなく、視聴者にすぐ正体がバレるだろうと考えていたが実際には意外にバレず、SNS上でさまざまな考察が行われていたことが興味深かったと述べている。青柳はジャグラーとヘビクラの関係性として、ヘビクラとして過ごすうちにヘビクラという時間が居心地よくなって侵食されていくものであるとしている。
- 掛け声の「ゴー、ストレイジ！」は青柳のアドリブであるという。第1話でのハルキの尻をつねる場面や、第2話での特訓、第4話での匂いをかぐ仕草やルービックキューブを投げる様などはジャグラーを思わせる描写となっていたが、第4話の両シーンは突発的なアドリブであった。第1話でゼットを見て「カッコイイね」という口の動きをするというジャグラーを匂わせるシーンがあったが分かりすぎるということから、ジャグラーが登場する第5話までは正体を分からなくするためカットし、その名残として、ユカの横で頷くのみとなった。当初は息切れする傾向にある番組後半の第15話付近で正体を明かして、ジャグラーが本格的に動き出すことでドラマに刺激を与えるのが狙いであったがダークゼットライザーを早期に売り出すために、第5話で正体を明かすこととなった。第23話の胸の傷は青柳にジャグラー魔人態の胸の傷を合成で移植させたものとなっている。
- 当初は盆栽の周囲を飛んでいるショウジョウバエを潰すとベゼルブであったというものや最終回で命の木が光るという案があった。

イナバ コジロー
ストレイジ整備班の班長。階級は2等特佐。1961年7月30日生まれの59歳。福岡県新城市出身。身長178センチメートル、体重65キログラム、O型。漢字表記は「稲葉 虎二郎」。寡黙で昔気質な技術者だが、特空機に深い熱意と愛情を持って開発、維持、整備を担当し、年長者として若い隊員たちを教え諭す姿勢から、周囲より厚い信頼を寄せられ、作戦班の面々からも「バコさん」の愛称で呼ばれる。整備以外にも、カンフー、マグロの解体、トランプマジックなど様々な技術を披露しており、その一端を見せる度に「昔、ちょっとな」の一言で済ますことから防衛軍入隊までの来歴は謎に包まれている。ジャグラーが入れ替わる前のヘビクラとは、ストレイジ創立当初から所属しており、彼のことは「ヘビちゃん」と呼ぶ仲。家族関係は良好で、娘のルリはM1号を生み出すなど生物学者の第一人者として名を馳せている。
D4レイを巡っては現場の視点から使用の中止を主張してユウキたちと対立。ストレイジ解散命令を受けた後は残る部下たちに後を託して現場を去る。ハルキがウルトラマンであることは薄々察していたようだが、何も語らずにヨウコ救出へと向かう彼を後押しする。ヨウコ救出作戦ではセブンガーの操縦士として参加し、ハルキとヘビクラを援護する。
- キャラクターのイメージは映画『プライベート・ライアン』のトム・ハンクス。コーヒーと本が好きという設定は橋爪自身のそれが反映されている。トランプマジックのシーンは橋爪本人が演じている。「昔、ちょっとな」というセリフはニュアンスを意識して変えている。
- ロボット部隊ということから整備班の整備班長となり、監督の田口がセブンガーからモゲラを連想し、『ゴジラvsスペースゴジラ』に出演していた橋爪をキャスティングした。「昔ちょっとな」というセリフも監督の田口は謎にするためあえて設定していないという。最終話でのセリフは『vsスペースゴジラ』での柄本明が演じる結城晃のセリフをオマージュしていたが、橋爪はそのことに気づかずセリフのカットを進言していた。

### 地球防衛軍日本支部
カブラギ シンヤ
地球防衛軍・怪獣研究センター生化学研究部の嘱託職員の青年。1994年4月11日生まれの26歳。大阪府岸野田市出身。身長179センチメートル、体重68キログラム、O型。漢字表記は「鏑木 慎也」。
ゲネガーグの破片の保管作業中に残骸に紛れていたセレブロに寄生される。寄生中は完全に意識を乗っ取られているため表出することはなく、セレブロ由来の不気味な動きや言動が特徴となる。
第17話でセレブロが寄生先を変えて本来の人格と意識が戻った直後に防衛軍に厳重に禁固されるが、その後デストルドスから逃げ延びたセレブロをユカとともに捕まえる。
- 本作品のヴィラン枠はジャグラーのつもりであったが、もう一人別に悪役を入れることとなり、怪獣メダルを使う敵として、メダルの争奪戦を描くというオーダーで生まれたのがカブラギであった。後述のようにセレブロが次々と人から人へ乗り移る対象を変えていくキャラとなったため、特定の個人名を設定しておらず、「山田太郎」と仮名で名付けていたが、アクセスカードを商品化することとなったことから、「カブラギシンヤ」と名付けられた。
- 前述のヨシダソウスケが登場しなくなったことからイケメン枠が一人減り、昭和イケメンを想定したハルキに対して、今風のイケメン枠としてハルキのオーディションを受けていた野田が選ばれた。当初は途中退場ということであったが、野田の芝居が面白かったため、最終回にもシーンを追加することとなった。
- カブラギを演じる野田は、役作りの参考として、欲望のままに動く宇宙生物に寄生された人間の役であることから上野動物園に行き、身体の動かし方や目の動かし方を動物から学ぶこととなった。また寄生されていることから、常人の食生活をしていないだろうと思い、撮影初日から減量をしていったが、序盤は無謀な減量をしてしまったため、撮影の自粛期間中に栄養学を勉強し、後半の撮影は栄養管理をしながらの減量に切り替えている。また、撮影中は空腹だったことから、常に現場でも飢えていたため、その際の渇望状態がカブラギとの共通点だったという。独特なセリフは、動きながらの撮影は衣裳の音が入るため、ポーズを決めてから喋るようにしている。変身や召喚のシーンの際は、ハルキやリク、ヘビクラとの差別化からシンプルな形となり、序盤は寄生されたばかりのため、あまり感情が出ない表情を意識している。

寄生生物セレブロ
ゲネガークに寄生して光の国からウルトラメダルとゼットライザーを奪い、地球に侵入した寄生生物。高度な知能を持ち、極めて脆弱な本体を補うために常に他の生命体に取り付く習性をもち、寄生先の人間の利用価値がなくなると新たな人間へと移っていく。寄生された人間は奇怪な表情を見せ、左目が赤く変化する。口癖は宇宙語で「私はいい気分だ」を意味する「キエテ カレカレータ」、「よしいいぞ…」を意味する「コシ カレカレータ」。刺激を求めてゲーム感覚で文明や知的生命体が栄える数々の惑星に潜入し、知的生命体へと意図的に脅威となる怪獣を投入して恐怖を植えつけることで怪獣の対抗策となる最強兵器の開発を知的生命体に促進させて防衛力を高め、最終的にはコントロールの効かない強力な破壊兵器を強奪して利用して知的生命体を滅ぼし、惑星の文明を絶滅へと向かわせる「文明自滅ゲーム」という侵略方法を行ってきた。
ゲネガークが倒された後はカブラギに寄生し、怪獣の細胞を怪獣研究センターから持ち出して精製した自作の怪獣メダルを地球怪獣たちに使用してゲーム感覚で混乱を引き起こす。さらに自らも強奪したウルトラゼットライザーを使用して合体怪獣やベリアル融合獣へと変身し、幾度となくウルトラマンたちと交戦する。
カブラギの肉体が疲弊してからは、カブラギを捕まえようとしたGAFJ警務部基地警務隊保安課のアサノへ乗り換え、さらにマイとともにストレイジの基地に派遣された後はクリヤマに新たに寄生して、ストレイジ解散やウルトロイドゼロ開発を強行する。ウルトロイドゼロが完全に完成すると計画の最終ステージとしてヨウコに寄生してウルトロイドゼロをデストルドスへと変貌させ、文明破滅ゲームの進行に乗り出すが、ストレイジおよびゼットの死力を尽くした抵抗の前に敗北。逃げようとしたところをユカとカブラギに捕獲される。
- 本作品は怪獣が中心であったため、召喚ではなく出現した怪獣を利用する宇宙人ということとなったが、地球人と同様の思考で人間に化けて日本語を喋る宇宙人ではなく、寄生生物ということとなった。当初は特定の個人ではなく、毎回異なる人物に寄生することとなり、ストレイジの一般兵やエキストラの中のその辺のおばさんのような人物になるという案もあった。
- イメージデザインは足木淳一郎が担当。
- プロップは『ウルトラマンティガ』に登場したデスモンをベースに改修されたもの。当初はCGで描写する予定であったが、スケジュールや予算を考えると難しかったことから、意識体や光の玉のような表現で進行するものとしていたものの、田口が持ってきたデスモンをひっくり返したものがイメージに近いものとして、色替えするものとなったが、デザイナーが忙しかったことから、足木本人がスーツの写真を撮り、それを画像処理ソフトのフォトショップで色を変えたものとなっている。

『ウルトラマントリガー エピソードZ』に登場するセレブロ
『ウルトラマントリガー エピソードZ』に登場。
ザビルと結託してライラーイブラやハルキ、ゼットに寄生する。

クリヤマ サブロー
地球防衛軍日本支部長官にしてストレイジの創設者。階級は特将。1956年12月26日生まれの64歳。東京都中平市出身。身長160センチメートル、体重75キログラム、A型。漢字表記は「栗山 三郎」。ロボット戦力の有用性を主張しているが、日々その予算の獲得に苦労している。温厚だが口うるさく、その心労と重責に胃と胸を痛めている小心者で、神経が細いため胃痛持ちであり、特空機と怪獣による戦闘の被害が大きくなる度にハルキたちに説教するが、実は心配性で隊員たちの身の安全を案じる一面もある。
D4レイの配備と前後してセレブロに寄生され、強引にストレイジに軍備増強を推し進めて解散させ、特機群を新設し、文明自滅ゲームを優位に進めるための駒として操られる。セレブロがヨウコに寄生先を変えた後は病院に緊急搬送され、特機群がストレイジへの疑惑を深める原因となる。
- セレブロに寄生された状態は、冷めているパターンと、気がふれているパターンの二つを小倉が提案し、冷たくものを言う人となった。

ユウキ マイ
地球防衛軍日本支部の司令部作戦部長。階級は2等特佐。1984年2月16日生まれの36歳。千葉県九更山市出身。身長162センチメートル、A型。漢字表記は「結城 真依」。冷徹ではあるが、任務に忠実なだけで悪意はない女性指揮官である。D4レイの使用を声高に主張し、特機群編成後はその群司令（司令部作戦部長兼任）に補職し、ウルトロイドゼロの開発を主導する。しかし完成したウルトロイドゼロはセレブロによって文明自滅ゲームに利用され、さらにヘビクラことジャグラーが魔人態に変化する映像を見たことで旧ストレイジの面々全員を敵と誤認。旧ストレイジが蜂起した際は主張に耳を貸すこともなく射殺しようとするが、瞬時に魔人態となったジャグラーによって、蛇心剣の峰打ちで気絶させられる。

### その他
朝倉 リク（）
『ウルトラマンジード』の主人公。

## 本作品のウルトラマン

### ウルトラマンゼット
M78星雲光の国の宇宙警備隊に所属する新人ウルトラマン。年齢は約5,000歳。銀と青を基調とする体色、ウルトラホールを備えた頭部のスラッガー、Zの形をしたカラータイマーが特徴。宇宙警備隊の訓練校時代にかねてから憧れていたウルトラマンゼロに押しかけ、半ば強引に弟子を名乗っている。この経緯から、ゼロからは高い潜在能力を見抜かれつつも正式な弟子とは認められておらず、実力も三分の一人前と評価されている。名前は光の国で世話になったウルトラマンAが考案したもので、地球の言葉で最後を意味するZから転じて、戦いのない平和な宇宙をもたらす最後の勇者になるようにという願いが込められている。
性格は熱血漢で、ゼロおよびウルトラセブン一門の直系にあたるウルトラ戦士には「師匠」、ウルトラ兄弟に連なるウルトラ戦士には「兄さん」、ジードに対しては「先輩」または「兄弟子」、その他の先輩ウルトラ戦士には「さん」を付けるなど体育会系の気質がある。地球の言語に不慣れなことから、会話では日本語の「超」の代わりに「ウルトラ」と口走る癖がある。また、敬語などの日本語の使い方にも慣れていないため、地球人に対しては敬語とため口が入り混じった独特な言い回しをする。
ゲネガーグを追って地球圏に来訪した際にハルキと一体化し、四次元に姿を消したゼロに代わって、単身でウルトラメダルの回収およびゲネガーグ襲来によって目覚めた怪獣を食い止めるために戦うこととなる。怪獣出現の裏で暗躍していたセレブロとの闘いが決着すると、ハルキとともに地球を去る。
- 当初は「ゼクロス」などZから始まる名前などが考案されたが、吹原幸太の考案で「ゼット」ということとなった[5]。
- 物語のメインにゼロを置くと、話が成立しなくなり、新たなウルトラマンが出てきてもゼロだけで問題を解決してしまうことから、ゼロを縛り付けることとなり、ゼロを立たせる方法としてゼロの弟子という設定となった[66][5]。3枚のメダルを使用して戦うことから、「史上最弱のウルトラマン」ということになり、『大怪獣バトル ウルトラ銀河伝説 THE MOVIE』に登場したモブトラマンの中の1人をピックアップするという発想からゼロから「三分の一人前」といわれる弟子というものとなったが、最弱のウルトラマンでは子供人気が出ず、玩具も売れないことから、自称ゼロの弟子で、弟子とは認められてはいないが、ある程度は信頼されている宇宙警備隊の新人ウルトラマンという設定となった[出典 37]。ハルキとは異なるタイプのキャラを相棒にするのが定石だが、本作品ではあえて似た者同士でペアを組ませることとなり、『明るく楽しい』という番組コンセプトを、素直なキャラで体現したコンビとなった[67]。
- 変身ポーズはハルキが空手をしているという設定のため、シンプルかつ大胆を意識したものとなっている[19]。『オーブ』以降定番となっていた変身時の口上は、主人公がなぜかウルトラマンの名前を叫ぶのかの理屈をつけるため、ウルトラマン自身が「ご唱和下さい、我の名を！」と言わせ[注釈 4]、先に口上があったことから、正式な警備隊員ではないため、地球の日本語に慣れておらず、少し言葉遣いがおかしいウルトラマンというものとなった[5][69]。また、本作品では気合いを入れないと変身できないということにするため、「ウルトラマンゼェーーーット！」というふうにハルキが気合いを入れて叫ぶこととなった[69]。
- 近年のウルトラマンの戦闘時の声は、そのまま声優の声が活かされているが、本作品ではかなり加工されている[70]。発する掛け声は「キアッ！」というもので、アメリカの空手において気合を入れる際に発する呼吸法の発声である「キアイ！」から来ている[71][25]。

#### 形態
ウルトラゼットライザーおよびウルトラメダルでウルトラフュージョンを敢行し、特定の力を強化した姿になる戦法が基本となる。ウルトラフュージョンの際は、インナースペースに突入したハルキが変身する形態に応じた名乗りを叫びながらウルトラメダル3枚をスキャンし、後ろに出現したゼットが「ご唱和ください、我の名を。ウルトラマンゼット！」と叫んだ後、ハルキが復唱しながら天に翳したウルトラゼットライザーのトリガーを押し込むことで、ゼットの体に各ウルトラマンの戦闘力が漲り、変身が完了する。
- 3つのメダルとカードを使うことから、監督の田口が段取りが長いと戸惑ったため、第1話では変身時にハルキが「段取り長いな」とリアクションして突っ込み、ウルトラマンとわちゃわちゃしながら変身するものとなった[5][69]。『オーブ』第1話を子供たちに見せる試写会の際に男子女子の両方が集中したのが変身シーンであったため、作り手側は変身バンクは段取り臭い上に尺も取られると思っていたが、本作品では真っ向勝負でやることとなった[69]。
- デザインは、いずれも後藤正行が担当[出典 38]。アルファエッジが最初に描かれ、オリジナルはそこからの引き算で創作された[出典 39]。ただし、単なる引き算ではなく、ある程度並行して考えられており、素体ではあるがヒーローとして力強く魅力あるものにするため、ディテールを間引いたうえで肩アーマーを残し、「仮面」をオリジナルの額に装着したものがアルファエッジの顔となっている[出典 40]。各形態は、作戦に応じて選択する戦闘服というコンセプトで、フォルムやシルエットを徹底的に変えることが志向された[76][77]。ベースカラーにオリジナルのつま先の赤のようにいくつかの色を差し色として入れていく方向性となった[78]。だが、近年の作品のようにデザインに力の元となるウルトラヒーローの要素を入れ込むのは新鮮味がないため、一部の形態を除いて要素となるウルトラヒーローは意識せずに、要素となるウルトラマンのイメージやカラーのみをフィーチャーしてデザインしている[出典 41]。カラータイマーは当初は丸い形状だったが、ゼットという名前になったことからZパターンのモールドにアレンジしている[出典 42]。ただし、目のように部分的に強い光ではなく、均質に広い面積を面のイメージで光らせている[79]。前述のようにカラータイマーのないモブトラマンのようなデザインとなったが、『シン・ウルトラマン』とデザインが重複することからカラータイマーが付いたものとなった[出典 43]。
- マスクや目は全形態共通の原型を使用している[79]。カラータイマーと目に仕込まれたLEDは撮影時の周囲の明るさに合わせて調光することが可能[75][62]。

オリジナル
ウルトラメダルの力を取り込んでいないゼット本来の姿。ウルトラゼットライザーのみで変身可能なほか、大きなダメージを受けるなどしてウルトラフュージョンが解除されるとこの姿になる。
ハルキのアクセスカードのみを装填したウルトラゼットライザーのブレードを操作し、ゼットがハルキの肉体そのものを操る形で人間大のサイズで活動も可能。ハルキの体の負担が大きく50秒しか姿を維持できない制約を受ける。
- デザインはシンプルなものとなった。当初は、素体はアルファエッジにあたる姿で進行していたが、オーブオリジンとは異なり、序盤から素体を登場させたいと思っていたため、メインをウルトラマンの力を合体させた姿にし、主人公とインナースペースに一緒にいて2人で共に戦っているような設定にすることとなった。近年のウルトラマンは、子供はシンプルなヒーローよりも鎧と剣を持った方を好きになる、という作り手側の読みがあったため、ゴテゴテと鎧を付けたような姿となっていたが、『タイガ』のフーマがシンプルなデザインであったが、玩具が売れたため、素体はシンプルなものとなった。
- アルファエッジのアーマーを外したイメージで描かれたものがデザインのベースとなっている。オーブオリジンなどは華奢な感じをあえて狙っていたが、今回はがっしりとした印象を狙っている。スラッガーとトサカはウルトラゼットライザーの意匠を反映させており、アルファエッジ、ベータスマッシュ、ガンマフューチャーも同様の形状となっている。高めにシルバーのラインを配し、膝を高く見せるため膝両脇に赤い部分を入れ、効果的に赤や黒の差し色も利用して重たくならず、悪くスタイルが見えないように配慮されている。鉱物結晶のような目のテクスチャーは今までは合成の際に不都合が生じることから避けられていた効果だが、本作品で正式に採用となった。検討稿では、シルバーを基調としたカラーリングの渋い雰囲気の案もあり、カラータイマーとトサカの部分の形状も異なり、プロテクターが手足に付いていた。青みがかったように見えるのはLEDの色温度によるもので、特に青くしているわけではないものの、青みがかって見えるのも狙いであるという。スチールとムービーでは見え方が違い、特撮ではタングステンライトを照明に使用しているため、色味が太陽光とは異なることから、オープン撮影の太陽光の下でも発光して見えるように内部の回路やLEDが考えられている。
- 前述のようにデザインはアルファエッジよりも後に描かれたが、スーツはオリジナルが先に作られた。マスクは基礎となるタイプのため、他の形態を盛り付けることから、極力小さく作っている。

アルファエッジ
第1話から登場。ゼロ、セブン、レオのウルトラメダルで変身する形態。オリジナルを基調としつつ、ゼットスラッガーやビームランプが備わった姿となる。変身時の決め口上は「宇宙拳法、秘伝の神業！ゼロ師匠！セブン師匠！レオ師匠！」。
使用頻度が最も高い戦闘スタイルで、セブン、レオ、ゼロと受け継がれてきた宇宙拳法秘伝の神技や、ハルキが得意な空手ベースのスピードとテクニックに優れた格闘戦を得意とする。
- デザインはスピードタイプのものとなり、アクションは空手とカンフーを主体としたものとなった。だが、空手は特定の流派にならないようにしており、レオの宇宙拳法に本土空手と琉球空手をマッシュアップしたものをのせ、マニアックな技術などを取り入れたものとなった。ゼットに由来のあるウルトラマンのメダルを使うものとなった。
- デザインのベースとなったのは本作品の前に後藤がオリジナルで考えていたウルトラマンで、ゼットのように歴代の力を使うというのは関係なくデザインしたといい、ウルトラマンには見えない等身大のなりかけの状態のウルトラマンが、ウルトラマンの力をもらうことでなった姿というものであった。企画段階では三段階に成長するうちの第2段階という想定であったが、オリジナルから転身するというコンセプトに変更となったため、デザインの方向性をそのままにして、カラーリングやディテールの部分で整合性を取っていったという。前身となったデザイン初期案ではベースカラーがシルバーで、そこに少しだけ色を足すというものだったが、主役であるはずのビジュアルが地味ということから、多めに色を入れるものとなったが、決定稿ではアクセント的に残っている。頭部は冠をオリジナルの額から被せた形状で、目にかかるバイザー部分や眉間のビームランプを直線的に造形することでセブンタイプの印象に近付けている。目の上前の部分に角度を付けたパーツを被せることで基本形と表情を変えている。ゼロ、セブン、レオと同様に青と赤の配色となっているが、それらを意識したデザインではないという。肩、胸、腰から太ももの装甲を全て繋げるような感じでデザインされており、それらのプロテクターパーツがすべて展開することで異なるフォームになるような構想があったが、諸事情により断念された。装甲の隙間は当初は全て光るイメージでデザインされていたが、技術的な問題で断念し、その名残りとしてその部分を薄いブルーで塗り、映像ではその部分が光線を出すときに光るようになっている。今後、強化すれば頭部に何か盛られて大きくなることから、体が脆弱に見えてしまうため、肩パッドを最初から入れることでバランスを取っている。検討稿では赤や黒がメインのボディーカラーになっているものがあり、ウルトラマンギンガのように発光するパーツが額部に装着されていた。
- スーツは足首から脛にかけて厚みの異なる素材を組み合わせており、同色部分でも立体感を出している。また、前腕部や僧帽筋上部、脇腹の青い部分の細く黒い線は、本作品で初めて導入されたレーザーによる溝が刻まれた。激しいアクションに対応するように、腰のプロテクターは大きく内側に切り込みを設け、柔軟な素材を背中のパーツに使用している。

ベータスマッシュ
第3話から登場。ウルトラマン、A、タロウのウルトラメダルで変身する肉弾戦闘形態。赤と銀を基調とするマッシブな姿となる。変身時の決め口上は「真っ赤に燃える、勇気の力！マン兄さん！エース兄さん！タロウ兄さん！」。
パワーに特化し、プロレスを彷彿とさせる格闘技やA由来の光線技で戦う。
- デザインはパワータイプのものとなり、アクションは90年代のプロレスを主体としたものとなった。昭和のウルトラマンのメダルを使うものとなり、過去のニュージェネシリーズで使用されていなかったAのメダルを使うということとなった。当初は、マン、A、80の組み合わせで考えられていたが、諸事情により80はタロウに変更された。
- 要素となるウルトラマンが全員昭和のウルトラマンだったため、「昭和感」を出すこととなり、昭和のウルトラマンのスーツのような意匠を意識しており、グローブやブーツを履いているような見え様になるようにデザインしている。当初はアルファエッジを基にマッチョタイプにアレンジする方向で考えられていたが、もっと異なる姿にするという指示があったため、田口がデザイン画に塗り絵のような感じで銀色のマスクの部分に赤い色を足したものが採用となった。そのデザインからレッドマンをイメージしたという説があったが、特に意識はしてないという。胸アーマーのリベットや赤いボディーカラーはタロウを意識したものだが、他のウルトラマンの要素は入れ込んではいないといい、前者もあくまでイメージとしてのカラー配置やパーツのみにとどめている。検討稿では全体がシルバーのカラーリングでまとめられたものや、頭部やトサカの形状が異なるものもある。
- デザインは赤い覆面を被ったオリジナルというものとなっている。細かいカラーリングは変更されているものの、早期から筋肉質なデザインの身体ということは変わりなかったという。大部分が赤いため、原型にも色を付けている。前作『タイガ』のウルトラマンタイタスとの差別化を含めて筋肉は小さくして腹筋を大きくするなど異なる鍛え方による筋肉の付き方の体形を意識しており、筋肉のようなパーツを肩、腹筋、太腿に付けてマッシブに見えるようにデザインしている。そのため、岩田の筋肉質な体型を活かしたボリュームアップが図られ、大殿筋が造形されず、平目筋や大腿部もタイタスよりも小さく造形されている。腕の内側にアンコを入れることで筋肉を表現し、付き方や位置も腹斜筋や腕の筋肉などは岩田の筋肉からアタリを取ってそれをベースにしている。上腕筋や前腕部はタイタスのように表から貼り付けるのではなく、内側から貼り付けることで実際の筋肉のような膨らみとなっている。ただし、上半身は内側から貼り付けると形がはっきりしないため、強弱をつけるため、表側から貼り付けている。シルエットを大きく見せるため、大腿筋や広背筋は幅があり薄いものとなっている。前後のみで固定した胸のプロテクターは、上部がフリーになっているため、腕を広げるとプロテクターの下に肩が入り込み、可動を妨げない構造となっている。マスクは細かい彫刻で、複雑な面構成となっている。鼻筋の角度や長さなどは盛ったり削ったりして調整し、耳もボディーとのバランスだけではなく、アクション時に引っ掛けたりしないように留意して、大きさや角度を調整している。
- 第3話のゴモラの影から出てくる動きは木立の影からレッドマンが出てくるのを意識している。

ガンマフューチャー
第8話から登場。ティガ、ダイナ、ガイアのウルトラメダルで変身する超能力戦闘形態。赤、紫、銀を配した複雑なカラーリングの体色やプロテクターを備えた姿が特徴。変身時の決め口上は「変幻自在、神秘の光！ティガ先輩！ダイナ先輩！ガイア先輩！」。
超能力および多種多様な光線技を使ったトリッキーな戦い方を得意とする。
- デザインはマルチタイプのものとなり、アクションは当初は太極拳という案もあったが、差別化のために光線技主体となったが、それでは従来通りのため、魔法使いということとなった。平成のウルトラマンのメダルを使うものとなったことから、ティガ・ダイナ・ガイアのメダルを使うものとなった。
- これまでの形態はウルトラヒーローの要素は意識的に入れていなかったが、本形態ではティガ、ダイナ、ガイアのイメージを盛り込んでおり、額部の抉り込みやボディのカラーリング、金銀の色味の胸アーマーや額のクリスタルなど3人の共通したイメージを反映させている。オリジナルとは最も差異が少ないマスクだが、目にかかるカーブのニュアンスによって表情が全く異なるように見えるようになっている。抉りの部分はベースのオリジナルを少し削っているほか、周囲を盛って高くすることで凹みを強調している。当初は直線的な従来のウルトラヒーローのようなものだったが、コンセプトが「魔法使い」であったことからゆらゆらしたシャープでスマートなイメージのラインに調整している。アルファエッジが直線主体だったのに対し、それとは対照的に曲線主体で鋭角のエッジが多い身体の模様となっている。胸から背中にかけてのプロテクターは、デザイン画では背中まで背びれを跨いで繋がっていたが、造形時には後ろで襟を切っている。TDGのカラーの差し色として使用されていた金色を意識して、今まであまり使用されていなかった落ち着いた色味の配合となった金色を差し色として全面的に使用し、上品なイメージで統一感を出している。準備稿デザインでは、魔法使いがコンセプトであったことから、羽根に変形するマントのような布を背中に垂らしていたため、肩甲骨の翼状のパーツはその名残りとなっている。検討稿では、トサカや頭部、カラータイマーが異なり、鋭い目つきとなっているものや、全体を紫に彩色したものがあった。
- 接着面積が少ない中央のパーツは、ずれの防止や固定に工夫を凝らしている。上面のカーブによって目を大きく見せ、美男子のような美しさを意識している。柔らかい素材で出来た肩プロテクターは、可動の際、力が分散される構造となっており、軟質素材で可塑性がある胸プロテクターもほとんど動きの制限がないという。
- 両手を開いて構えるポーズは、岩田の思う魔術師のイメージでやったものとなっている。

デルタライズクロー
第15話より登場。ゼロビヨンド、ジード、ベリアルアトロシアスのライズウルトラメダルで変身するゼットの最強形態。赤、青、金を中心とするカラーリングや、メダルのウルトラマンたちの各特徴を備えた姿が特徴。変身時の決め口上は「闇を飲み込め、黄金の嵐！ゼロ師匠！ジード先輩！ベリアル！」。
パワー、スピード、テクニックのすべてを兼ね備えた万能戦士で、神々しくも荒々しく戦い、本形態でしか扱えないベリアロクを用いる。
- 先にデザインされていたジード ギャラクシーライジングに似ないようにデザインされ、盛る方向のギャラクシーライジングに対して削ぎ落としていくこととなった。当初はベリアルの要素があったため、巨大な鉤爪を右腕に付けたり、有機的なラインで構成されているなどごちゃごちゃした凶悪なイメージで描き、アシンメトリで、ベリアルアトロシアスのように黒いラインが目の縁にあったり、立体的な厚みのあるパーツをイメージしていた。しかしアトロシアスのイメージに近付きすぎるため、従来のように薄いプレートを貼り付けるものとなった。頭部はゼロビヨンドのものをもっと大げさにしたもので、かなり大きな頭のため、比例して小さな肩周りとなっている。ツノの左右のカーブは、ゼロのスラッガーからの流れを意識している。当初はゼロやベリアルに寄せた左右非対称の顔だったが、調整を繰り返すうちにヒーローらしい感じにまとめる方向となった。
- 当初、肩は一体構造で試作されていたが、大幅に可動域を広げるため、上腕部のパーツと分割する方式に改修された。アクションでぶつかることを考慮して前腕と脛部のプロテクターは、敢えてつぶれやすい軟質の素材で構成されており、金色のクリアパーツを発光をイメージした赤いメタリック塗装の表面に被せて肩甲冑の下に甲冑がもう一つある分割する二重構造にすることで、空間を間に設けて自由度を上げている。袖は厚みの異なるパーツの組み合わせによって二重に見えるようになっている。角は撮影に支障が出ないように長く見せつつ収まりのいい角度で、エッジを鋭く、メリハリを意識した深い彫りで造形された。ボディーのラインは貼り込みパーツが多いことから、一部分が全体に影響するため、1つ1つの大きなパーツが前後に回りこんでいるため、貼り込み作業の手順にも気を遣ったという。また、多くのパーツが腹部に貼り込まれていることから、筋肉が上半身につき、すっきりした逆三角形の下半身に見えるよう、相対的に腹部が出ないように大きめに胸の厚みを取っており、胸の位置を高くしている。また、膝の突起はデザイン画よりも片膝の体制を取れるように膝一つ分上に位置をずらして、一回り小ぶりに配置されている。
- クリアパーツは中央部にのみ、LEDが仕込まれており、調光も可能となっている。
- 第17話で目からバリバリ出るのは、アニメで怒って目が光る表現の応用となっている。

レッドダメージ
『エピソードZ』に登場。ハルキにセレブロが寄生して体と精神の自由を奪われ、戦闘中にダメージを負ったことで、左目が赤く染まった姿。ハルキとゼットが必死に抵抗するが、トリガーたちと心ならずも戦ってしまう。

デスシウムライズクロー
『ウルトラギャラクシーファイト 運命の衝突』に登場。デルタライズクローのゼスティウムとベリアロクのデスシウムのエネルギーが混ざり合ったことで黒く変化した変異形態。

『ウルトラマン フュージョンファイト!』のオリジナル形態
シグマブレスター
ゼットヒート2弾より登場。ゾフィー、ティガ、メビウスのウルトラメダルで変身する姿。上半身に炎と超パワー、下半身に冷気と超スピードを持つ。

スペック
| 名称               | 身長         | 体重                | 飛行速度 | 走力      | ジャンプ力 | 水中速度  | 地中速度  | 腕力      | 握力     | 出典       |
| ------------------ | ------------ | ------------------- | -------- | --------- | ---------- | --------- | --------- | --------- | -------- | ---------- |
| オリジナル         | - 52 m - 2 m | - 3万3千 t - 120 kg | マッハ7  | マッハ2   | 900 m      | マッハ3   | マッハ2   | 9万 t     | 6万2千 t | [出典 74]  |
| アルファエッジ     | - 52 m - 2 m | 3万5千 t            | マッハ10 | マッハ3   | 880 m      | マッハ3.5 | マッハ2.5 | 10万 t    | 7万5千 t | [81][73]   |
| ベータスマッシュ   | - 52 m - 2 m | 4万2千 t            | マッハ5  | マッハ1.2 | 600 m      | マッハ4   | マッハ3   | 15万 t    | 10万 t   | [86][103]  |
| ガンマフューチャー | - 52 m - 2 m | 3万2千 t            | マッハ8  | マッハ2   | 720 m      | マッハ3   | マッハ2   | 9万 t     | 6万2千 t | [90][104]  |
| デルタライズクロー | - 52 m - 2 m | 3万7千 t            | マッハ9  | マッハ5   | 1,200 m    | マッハ5   | マッハ4   | 13万5千 t | 9万 t    | [93][95]   |
| シグマブレスター   | - 52 m - 2 m | 3万6千 t            |          |           |            |           |           |           |          | [101][105] |
| レッドダメージ     | - 52 m - 2 m | 3万3千 t            |          |           |            |           |           |           |          | [98][51]   |

#### 武器
ゼットランスアロー
第5話から登場。北米・アラスカ北部で発掘された「時の狭間に魔物どもを封印した天より降りたる光の槍」とイヌイットの文献で伝えられている約3万年前の氷河期時代の石器が危機に陥ったゼットに呼応して変化した専用武器。過去にペギラを封印した武器であり、太古に存在したウルトラマンの力が宿っていると推察されているが詳細は不明。
全形態で使用可能。槍や弓として使用できるほか、中央のレバーを操作することで炎と氷の属性攻撃を操ることができる。
- オーブスラッガーランスの先端にパーツを追加して槍の形状にアレンジしている。
- 撮影用プロップはオーブスラッガーランスの改修で、ウルトラゼットライザーに合わせたカラーリングに変更している。軽く扱いやすいアクション用と美しさを重視したアップ用があり、球体とレバーが可動する。

幻界魔剣 ベリアロク
第15話から登場。デルタライズクローの専用武器。ジードがグリーザの体内に広がる無の世界に取り込まれた際に、「宇宙の穴を縫う針」と呼ばれる宇宙の神器とジードのベリアル因子が融合して生まれた。黒い刃と持ち手下部のベリアルの頭部が特徴で、次元を切り裂くほどの切れ味をもつ。頭部は悪意や記憶を持たないベリアルともいえる人格と自己意思を持ち、斬りたいと思える対象が現れると異次元から出現する。逆に自分が興味をもたない限りは例えゼットであっても非協力的な立場を取り、あまつさえ自身を使う目的が面白かった場合は敵に使われることも厭わないなど、傲岸不遜な態度をとる。
デストルドスとの最終決戦ではデストルドD4レイに自ら向かっていき、デストルドスの胸部の発射口を破壊した後に砕け散る。しかし実際は生き延びており、ゼットとハルキの旅立ちに同行する。
『ウルトラマントリガー NEW GENERATION TIGA』『ウルトラマントリガー エピソードZ』では、オリジナルやアルファエッジの状態で使用される。
- 10周年であるベリアルはデビルスプリンター以外にもう一押し欲しいということから、ベリアル因子を最終パワーアップの剣に関係させるものとなった。ただし、ベリアルは『ジード』で成仏しているため、ベリアル本人ではなく、ベリアルの細胞から生まれただけの似た人格の別物という設定となった。パワーアップ回の敵として設定されたグリーザの中から取り出した「無」で出来た剣でパワーアップするという案もあった。神獣や竜をモチーフとしたものを考えているうちに、「無」そのものを倒すのは「無」から持ってきた剣でなければ無理として、宇宙の穴を縫う針であるグリーザの剣で強化するという設定も考えられたが、本作品にベリアルを出すというテーマもあったことから、監督の坂本の「喋る玩具は人気が出る」という意見も参考にして、ベリアルの声で喋る剣ということとなった。当初はメインにベリアルの剣を据えたエピソードも考えられていたが、ゼットの強化形態が目立たなくなってしまうことから断念された。
- デルタライズクローのNG案であった鉤爪のような形状の右腕を活かす形で、ベリアルのツメをモチーフとしたアイテムとなった。企画時には「ベリアルクローブレード」という呼称であった。監督の田口は柄の部分に指輪サイズのベリアルの顔が付いている程度のものをイメージしていたという。ウルトラメダルをベリアルの口から装填することで、技が発動する案や、メダルを飲み込むとメダルがベリアロクの目の部分に見えるギミックなども考えられていた。
- 造形中には、順手と逆手持ちでの使用感や色や見映えを含めた全体のバランス確認が繰り返し行われた。撮影では、役者の衣装の中に目を点灯させる配線と口を動かすワイヤーを通し、助監督がそれを操作しながら台詞を言っていたという。

#### 技
共通
ゼスティウム光線
全形態で使用可能。両拳を水平に胸の高さで構えた体勢から手刀をZを描くように切り開き、十字に組んで体内でスパークさせたエネルギーを放つ。発射時は前面にZの字が展開する。
ゼットスラッガー
全形態で使用可能。両手の指先を頭部ブレードに当て、Z字形の光のカッターを素早く連射する。アルファエッジ時は連結させてヌンチャクのように扱う用法をみせる。デルタライズクロー時は光刃の数が3つに増えたことで威力が増大している。
- 当初は手から放つ予定であったが、憧れているゼロの真似をしていたら出来たということとなった。

ゼットバリア
体の前面に展開した強力な光のバリアで敵の攻撃を防ぐ。

オリジナル
ゼットパンチ
ゲネガーク戦では、ハルキの乗るセブンガーとともにストレートパンチを放った。
ゼットキック
ゲネガーク戦では膝蹴りと併用して、セブンガーを助けた。

アルファエッジ
ゼスティウムメーザー
額のビームランプから超高熱の破壊光線を発射する。
アルファパンチ
正拳突きを拳法の構えで放つ。
アルファキック
連続で回し蹴りを決める。
アルファバーンキック
高熱火炎を纏った両足で連続回し蹴りを見舞うアルファキックの強化版。
アルファシザーズホイップ
両足で怪獣の首をはさみこみ、勢いを体重移動でつけ、怪獣を投げ飛ばす。
アルファチェインブレード
光で2本のゼットスラッガーを繋ぎ、ヌンチャクのように振り回して攻防に用いる。

ベータスマッシュ
ゼスティウムアッパー
拳にゼスティウムエネルギーを纏い、上空の敵を回転しながら貫く。
ベータクレセントスラッシュ
巨大な三日月状の光のカッターを放って、敵の体を両断する。
ベータレーザー
額から放つ破壊光線で、ピンポイントで敵の弱点を攻撃する。
スペースZ
頭部のウルトラホールに自分とAのエネルギーを受けて増幅させ、光の球と化して敵に放つ。
ベータパンチ
全身のエネルギーを右拳に集中させて繰り出す豪快な腕力を活かしたパンチ。敵に一撃で大きなダメージを与える。
ベータキック
重々しい力を込めた蹴りを放つ。
ベータパワーキック
素早く敵の眼前で飛んで、敵に両足で蹴り込む大技。
ベータチョップ
連打などの様々な型があり、ベータスマッシュが最も得意とする技。
ベータラリアット
猛烈な勢いで突進とともに腕を敵の首に叩きつけ、敵を倒す。
ベータロッキング
敵の背中に乗って動きを足をねじり上げて固めて封じる関節技。
ベータスウィング
敵の尻尾を掴んで振り回し、空中高くそのまま投げ飛ばす投げ技。
ベータヘッドクラッシュ
敵の頭部を掴んで、勢いをつけて体を倒してダメージを敵の頭部に与える。
ベータボディアタック
敵に猛スピードで突進し、体当たりを全身でかけるて敵を弾き飛ばす。
ベータパワードロップ
両腕で敵の腰を掴んで、後ろに投げ飛ばす。
ベータフォール
『セブンガーファイト』で使用。崖下に怪獣たちを投げ落とす技。

ガンマフューチャー
ゼスティウムドライブ
両腕から光の鞭状に形成した赤と紫のゼスティウムエネルギーを叩き込む。
ガンマイリュージョン
フィンガースナップと共にティガ、ダイナ、ガイアのエネルギー体をゼットから分離させる。エネルギー体はタイプチェンジが可能なほか、それぞれの必殺光線を発射できる。
- 『ウルトラマンギンガS』のストリウムブレスが光線を各ウルトラマンのイメージが光線を出すのをやっていたことから、実体化させるものとなり、タイプチェンジも取り入れることとなった。

ガンマフリーザー
相手の頭上に冷凍光線を放って爆発させ、猛烈な冷気で凍結させる。
ガンマスルー
魔法陣を通って体のサイズを小さくした後、瞬間移動で空間をすり抜けて相手の体内に侵入する。
ガンマミラクルホールド
手から放つ光で作った複数のリングで相手のパーツや体を拘束する。
ゼットアイアス
魔法陣のような幾層にも重なった光のバリアを展開し、物理的な攻撃を防ぐ。
ガンマリダクション
全身を縮小させ、敵の体内に侵入して内部から破壊する。
ガンマエナジーボム
手から手へ光球を移動させて、敵の虚を突いて放つ。
ガンマシャッフル
光のカードで、光の球や念動力の光、針状の光線を放ったり敵の攻撃を跳ね返す魔法陣など、様々な効果を発動させる。
ガンマビームマント
攻防両方に使える光のマントを超能力で発生させる。
- 前述のようにマントが付いた検討案が元となっており、マントをイメージしたエフェクトとなっている。アニメのようなエフェクトやカットを狙っている。

ガンマパンチ
ガンマキック
ガンマビームキック
光のエネルギーを足にためてキック力を強化して強力なキックを放つ。
ガンマビームチョップ
光のエネルギーを腕に集め、敵を斬撃とともに切り裂く。

デルタライズクロー
デルタクロスショット
額のクリスタルから放つ破壊光線。
デルタギガリッパー
前腕をクロスしてから開いて放つ光のカッター。
デルタレイクロー
敵を手に発生させた赤い光のツメを振り下ろして切り裂く。
デルタカッティング
両手から出す光のカッター。
デルタブレイカー
左手から胸部で発生させた破壊エネルギーを放つ。
デルタディフェンサー
ゼットバリア以上に広範囲をカバーする強力な光のバリア。
ゼットクリアウェーブ
目から物体の内部を透視する光線を放射する。
ゼスティウム光輪
敵をゼスティウムエネルギーによる光の輪で斬る。劇中未使用。
デスシウムクロー
ベリアロクのトリガーを1回押し込んで発動。ベリアロクを地面に突き立てて地中からベリアルのツメ型のエネルギー体を生み出し、敵の拘束や攻撃を行う。
デスシウムファング
ベリアロクのトリガーを2回押し込んで発動。ベリアルの顔を模した巨大なエネルギー体を放ち、敵に噛み砕かせる。
デスシウムスラッシュ
ベリアロクのトリガーを3回押し込んで発動。刀身にエネルギーを充填し、敵をZ型の巨大なエネルギー斬撃で切り裂く。
デスシウムスプリッター
ベリアロクの目の部分から発射する分離光線。

デスシウムライズクロー
ゼスティウムデスバースト

ゼットランスアロー使用技
ランスカッター
斬撃のエネルギーをまとったゼットランスアローの先端の刃の部分で相手を叩き切る。
アローショット
ゼットランスアローのレバーを引いて先端から鋭い光の矢を発射する。
ゼットランスファイヤー
レバーを1回引いて持ち手のスイッチを押し発動。槍の燃えた先端で描いた巨大な炎のZの字を相手に発射する。
ゼットアイスアロー
レバーを2回引いて持ち手のスイッチを押し発動。氷の矢で相手を凍結、爆発させる。
ベータアロースウィング
ゼットランスアローを敵の体に突き刺し、ハンマー投げの要領で敵を投げ飛ばす。

ウルトラゼットライザー使用技
ライトニングジェネレード
コスモス、ネクサス、メビウスのメダルをスキャンして発動。天空に雷雲を発生させ、虹色のプラズマ電撃を放ち、体を感電させる。
 M78流・竜巻閃光斬
ジャック、ゾフィー、ウルトラの父のメダルをスキャンして発動。ウルトラゼットライザーより生成した光の剣を回転させて猛烈な竜巻を発生させ、その中に拘束した相手に巨大な光輪を投げつけて切断する。
 ギャラクシーバースト
ギンガ、エックス、オーブのメダルをスキャンして発動。横幅の広い光線を放つ。
光の剣（正式名称不明）
ウルトラマン、ジャック、ウルトラの父のメダルをスキャンして発動。光の剣を生成する。

シグマブレスター
ゼスティウムレイバースト
左腕に炎のエネルギー、右腕に冷気のエネルギーを集め放つ光線技。

#### 客演
ウルトラギャラクシーファイト 大いなる陰謀
Chapter.3『明かされし野望 -Appearance-』に登場。
宇宙警備隊に入隊して間もないころ、宇宙恐魔人ゼットに強襲されたユリアンとウルトラマン80の救出任務に志願し、ウルトラマンタイガや訓練を見てもらっていたウルトラマンメビウスと惑星エビルに赴く。戦闘では気持ちがはやるあまり単身で複製人工ゼットン軍団に挑み逆に窮地に陥る。しかし、ゼロ率いるウルトラリーグやタイガたちの姿から本当のウルトラ戦士の力を痛感し、猛省の後にタイガと連携して恐魔人ゼットの撃破に貢献する。アブソリュートタルタロスが姿を消した後は、ゲネガーグの光の国襲撃の報を聞いたことで周囲の声も聞かず追跡を敢行し、本作品の第1話につながることとなる。
ウルトラマントリガー NEW GENERATION TIGA
第7・8話に登場。トリガーの世界に飛ばされた際にハルキのウルトラゼットライザーが破損し、ウルトラメダルもバロッサ星人に奪われたため、代わりにヒジリアキトがカスタマイズしたGUTSスパークレンスとGUTSハイパーキーで変身およびタイプチェンジを行う。
- スーツアクター：岡部暁

### 旧作からの登場
ウルトラマンジード
ギャラクシーライジング
第6話「帰ってきた男！」より登場。ギルバリスの戦いでジードライザーが大破したことで使用不能になり、新たにヒカリから託されたウルトラゼットライザーにウルトラアクセスカード（リクVer.）とウルトラマンギンガ・ウルトラマンエックス・ウルトラマンオーブのウルトラメダルを装填してライブユナイトアップした新形態。プリミティブをベースにしつつも、身体のメインカラーは濃い紫・赤・黄色に変化している。
プリミティブよりも攻撃力が上昇しており、ウルトラゼットライザーも用いながらのスピーディで拳法のような戦いを得意とする。
変身時のコールは「ライブ！ユナイト！アップ！ウルトラマンギンガ、ウルトラマンエックス、ウルトラマンオーブ。集うぜ！ キラ星!!」。
- デザインは後藤正行が担当。当初はスケジュールと予算の関係から新規造形が難しくなり、『ウルトラファイトオーブ』に登場したオーブ ライトニングアタッカーのボディにジードのマスクを付けるという案もあったが、その後調整して、マスク以外の部分を新規デザインで変えるものとなり、ゼットのように要素となるヒーローの意匠はこだわらずにデザインしている。ゼットライザーで変身することから、ジードライザーで変身するフュージョンライズとはニュアンスを変えたものとなっている。頭部と襟、肩アーマーとアーマーの金色の突起がSWATやSATなど特殊部隊が着ているような肩を絞った制服のシルエットをイメージして頭部、襟、アーマーの金色の突起、肩アーマー、の4つが滑らかな下降ラインの撫で肩になるようにデザインしている。膨らんだ大腿部や外に広がらず腰が低く重心を見せるライン取りも特殊部隊の腿にホルスターやマガジン、ポケットが付いた制服をイメージしている。アクションに制約が出ないよう、最初の着合わせの段階では襟はもっと小さめに造形されていたが、尖った頭から肩にかけての滑らかなラインを見せるため、大型化することとなり、大きく内法の空間を取ることで、首の動きとの干渉をクリアし、流れるようなシルエットとなった。通常は上に肩アーマーが出っ張っているが、それとは逆に下の方に向かっている、滑らかに頭部から肩にかけて落ちていくような、なで肩に見えるようなシルエットのラインとなっており、腰も同様に少し下に下がったものとなっている。金色のアーマーの突起と首周りの襟のような部分は爆発物処理班の着ているようなベストをイメージしている。腕と膝の金色の突起の部分はベリアルアトロシアスにも同様のパーツがあり、ジードはベリアル系のキャラクターであるため、パワーアップするとアトロシアスのように強化するという後藤の妄想から付けられたもので、登場回を監督した坂本はこれを活かしたアクションをしている。普段使っている色は極力避け、使ったことのない色を多く配置している。ウェットスーツは通常は地の色を使用するが、襟まわり以外はほぼ全身塗っている。赤や青の部分はメタリック塗装のため、ライティングによっては光って見えるようになっている。元々悪役に見えるようなジードのため、検討稿では赤と黒が強調された、ベリアルのイメージを残すものもあった。黒ベースのダークな味付けの肩アーマーが張っているカラーリング案もあったが、ヒーローっぽくないことから不採用となった。
- スーツは全身、ベスト、グローブ、ガントレット、ブーツの8ピース構成。標準的なプロポーションでも、大ぶりかつ外付けでパーツを作り、肩の位置を下げ、高目に膝や腰などの突起部分やトゲを配置し、突き出た部分とそうではない部分との差を強調することで、撫で肩でも寸詰まりに見えない、外連味のあるジードらしいダークなかっこよさを醸し出した、シルエットにメリハリのあるスタイリングとなっている。マスクはプリミティブの原型から新たに起こしたもので、ジードの形態では頭部に変化がないのは初である。ベスト側に襟が付いており、部位によって全身の半球状パーツも微妙に大きさが異なる。胸から襟にかけての部分は、ベスト状の別パーツとなっており、7段の背骨になっているが、ベスト側に上の四つ、チャックのバレ隠しを兼ねて本体側に下の三つを付け、もう一段ベストの下に造形することで、ダミー的なモールドを作ってディテール感を付け、継ぎ目の部分を隠して屈んだ時に不自然さが出ないよう、シルエットの崩れを防止している。腰から内腿にかけての赤いパーツは可動部を横切るため、素材を工夫し、動きの邪魔にならないよう調整している。

ウルトラマンゼロ
第1話より登場。本作品ではレオから送られた、防具の役割を果たすウルトラゼロマントを纏った姿で登場する。自らを師匠と仰ぐウルトラマンゼットのポテンシャルや才能を見抜きつつも正式な弟子とは認めておらず、半人前どころか三分の一人前と厳しい評価を下しているものの、才能は内心では認めている。
ウルトラメダルを飲み込んで逃走したゲネガーグをゼットと共に追撃していたが、ゲネガーグが吐き出したブルトンに捕らえられ、ウルトラゼットライザーとウルトラメダルを与えた直後四次元空間に囚われる。その後シャイニングスタードライヴで窮地を脱し、エネルギー回復後、ベリアル融合獣に苦戦するゼットとジードの前に現れ、協力してベリアル融合獣を退ける。戦闘後はハルキとゼットに地球の動乱への対処を任して、リクたちと地球を後にする。
ウルトラマンエース
第19話に登場。自身が名前を授けたゼットの危機を察知し、ウルトラメダルに導かれてゼットのいる地球へと赤い球となって飛来。ヤプールの怨念で蘇ったバラバを協力して撃破する。

## ストレイジ
日常的な怪獣災害に対抗する「地球防衛軍日本支部（Global Allied Forces Japan / GAFJ）」に設立された対怪獣ロボット部隊。正式名称は「対怪獣特殊空挺機甲隊」で、ストレイジ（STORAGE）の名は英名「Special Tactical Operations Regimental Airborne and Ground Equipment」の頭文字をとった略称。世界各国の怪獣対策部門が航空戦力の充実を図るなか、「日本といえばロボット」というクリヤマの意向から最大限に日本の持つロボット技術を活かし、例外的に特空機の開発および運用に専従する世界唯一の対怪獣ロボット部隊になった背景をもつ。実働部隊と整備班で構成されており、開発途上のチームでさほど大きくない規模であることから、アットホームな雰囲気となっている。世間に認知される前の新聞記事には「特殊空挺機甲開発実験団」として報道されている。
新型の特空機開発が進むに連れてウルトラマンの力を頼らずとも怪獣を撃破する戦果を挙げるようになるが、ケルビム襲来の際にD4レイの使用を巡って総司令部と対立したことが問題視され、解散命令を受ける。メンバーは別の部署へ異動あるいは除隊するか新設された地球防衛軍日本支部第一特殊空挺機甲群（特機群 / 1st Special Airborne and Armored Group）に残留するか選択させられるが、デストルドスによって各国の防衛軍が壊滅的被害を受けるとヘビクラを中心に再集結し、特機群に代わって迎撃を展開する。
その後、デストルドス打倒およびセレブロの確保がなされた後に再結成され、特空機を用いて破壊された市街地の復興支援に当たっている。なお特機群がどうなったかは劇中では触れられていないが、ストレイジからの残留メンバーはストレイジに復帰している。

### 特空機
ストレイジに配備される対怪獣用ロボット。正式名称は「対怪獣特殊空挺機甲」。戦闘を含め、瓦礫撤去や消火活動といった怪獣災害への対処を任務とする。パイロットはローテーション制で、作戦班のハルキとヨウコが務める。ストレイジ解散後は特機群によって運用される。
- 航空という言葉を入れずに、陸自で使用されている空挺となり、機甲を略すと語呂がいいということから、「特空機」となった[132]。
- 乗り物や戦闘機を新規で作ったり、CG合成やミニチュアの操演などで予算と手間がかかることから、シリーズには『X』以降長年の間防衛隊が出なかったが、防衛隊が開発したロボット怪獣として、既存の怪獣のスーツを再利用させる形となった[50][133]。そのため、メインにロボット怪獣を使うことから戦闘機などを必要とせず、ウルトラマンが出てきた後も一緒に戦えることから防衛隊の描き方も変化しており、防衛隊が、敵が企てた文明自滅ゲームという物語の骨子に関わる重要な舞台であることから、物語に登場させることとなった[50]。当初からセブンガー、ウインダム、キングジョーの3体で進められ、多くのロボット怪獣がいる中でギャラクトロンのようなものではなく、味方のようなイメージのものとなっている[133]。また、ウルトラマンのソフビと共に遊べる商品を作りたい、という企画から商品化を前提として作り直した結果、メカレッドキングを2号機として登場させる第4話のプロットも書かれており、後に登場するキングジョーと腕を交換する玩具のアイデアもあったが、キングジョーが新規デザインとなったことから、当初の予定通り、ウインダムに変更となった[133]。

特空機1号 セブンガー

特空機2号 ウインダム

特空機3号 キングジョー ストレイジカスタム

特空機4号 ウルトロイドゼロ
第22話より登場。「人類を人類自らの手で守護する存在」というコンセプトを基に開発された最強の特空機。形式番号は「SC-4」。ペダニウムエンジンなどのキングジョーSCのノウハウにウルトラマンゼットとこれまでの特空機の戦闘データを解析して組み込むかたちで統合先進装備研究所とユウキマイによって開発が行われた。その結果、バイザー状の仮面を取りつけたゼロのような外観となり、性能も相まって人造ウルトラマンともいうべき機体として完成した。怪獣出現の際は背中およびふくらはぎのスラスターで戦場まで飛行し、格闘や多数の武器を駆使して戦う。
搭載兵装はゼスティウム光線を解析することで破壊力を抑制し、制御可能となった半径1キロメートルの区域を空間ごと破壊する胸部の最新型の異次元潰滅兵器D4レイ、腕部に装備された4連装35mm多砲身回転機関砲マグネリュームガトリング、両腕から伸ばす高周波近接攻撃ブレードマグネリュームブレード、体の前面に展開する対怪獣高エネルギー防御システムマグネリュームシールド、頭部の角から発射される中距離多目的高エネルギーカッターマグネリュームスラッシャー、額から放つ対怪獣高出力メーザー砲マグネリュームメーザー。また、全身のエネルギーを右腕に集中した強力なパンチを放つマグネリュームパンチも得意とする。
お披露目も兼ねて特機群に所属したヨウコの操縦による公開起動テストが夕霧演習場で実施されることとなるが、起動直後にその存在に触発されて暴走状態となった地球怪獣たちを食い止める形で実戦投入される。葛葉山での初戦ではD4レイ発射時のエネルギー逆流によって機能を停止するものの3体の怪獣を撃破する戦績を挙げる。しかし改修後、計画の最終段階に入ったセレブロがヨウコの身体を操る形で無断出撃させ、休眠中だった世界各地の怪獣や怪獣メダルをベリアルメダルの力で吸収した末にデストルドスへと変貌する。その実態は文明自滅ゲームの到達点としてセレブロが人類自らに開発させた最終兵器であった。
- 当初の構想では、人類にとっての究極兵器であり、この世界で一番強い存在であるウルトラマンゼットを模したニセウルトラマンゼットの予定で進行していたが、人気のほどがわからなかったため、安定した人気のゼロを模した偽者となった。
- デザインは後藤正行が担当し、監督の田口が描いたデザインを基に仕上げている。監督の田口はシンプルな昭和スタイルのデザインをイメージしており、ニセ・ウルトラセブンやエースロボットをイメージしてゼロのスーツにロボットパーツやリングを貼り付けたものとなった。コ・プロデューサーの足木はゼロのスーツに輪っかを付けてロボっぽくしたイメージしていたが、それでは特空機に見えないことからもう少しメカっぽくデザインされた。下述のようにダークロプスの改造を想定していたため、ダークロプスの写真を下敷きに絵を描いていき、一つ目を隠すためにバイザーを目の部分に装着し、胸のディメンジョンコアを活かす形で、D4レイからエネルギーを全身に送っているイメージで首から下にチューブが付けられた。ただし、「とにかく動けるもの」という監督の坂本のオーダーから、関節にまたがる位置は避けられた。飛びそうな感じが欲しいということから、スラスターを腕と脚部に付けている。デザイン画では実際のスーツよりもボディの赤と青の色味をもっと落とした感じのイメージであった。同じヒーロー型のロボットであるジャンボットとの差別化を意識して、そこまで進んでいないストレイジのテクノロジーで作られたという印象を残すため、あちこちにチューブが露出しているなど、技術的に洗練されきっていない無骨な感じのデザインとなった。ダークロプスの写真を下敷きに、実際のスーツアクターと頭身が近い状態でデザインされていることから、スーツとの差異が少ない。監督の田口が描いたイメージスケッチでは、装飾をゼロのスーツに施すイメージであったが、造形部の判断でダークロプスゼロを改造させる方向になったものの、決定稿を見て新規造形となった。また、検討稿ではダークロプスゼロの色味をそのまま引き継いだものもあった。
- 当初はダークロプスやテクターギアブラックの改造を想定していたが、結果的には改造や流用のない新規造形となった。マスクは新規造形で、ウルトラマンゼロの型から抜かれており、パーツをその上に付けている。耳を削ぎ落とし、バイザーのゴーグル部分も一体しているため、取り外すことは不可能。スーツは本体以外に、マスク、ベスト、グローブ、ガントレット、シューズ、背骨、ヒップアーマーなどパーツごとに細分化されており、腰と肩のパーツは取り外すことが可能だが、それを固定する構造はデザインにはなく、マジックテープではアクション時にズレてしまい、ストラップ留めであると浮いてしまうことから、キャッチ金具を使って固定し、外から留め具が見えないように隠して仕込んでいる。腰はアクション時に暴れないようにという要望から、上下ともに固定すると太腿と繋がり、アクションがしにくくなることから、暴れずにアクションが可能な位置に取り付けている。腕は左右対称に、線の太さの不均衡や位置ずれが起きないように直しながら作成し、見え方が腕の角度によって異なることから、いかなるポジションでもカッコよく見えるように、腕の軸に対して捻って斜めに取り付けている。エネルギーチューブは筒状に加工したウエットスーツ生地となっている。背中の飛行ユニットは甲冑側に付いているが、後方に倒れた際に潰れないように中身を詰め、噴射口のフィン状になっている板状の薄いパーツは、すぐに歪まないようにPET樹脂の薄板を挟んでいる。胸部D4レイ発光部のカバー裏側に施されている電子回路のようなパターンのモールドや足裏のトレッドはデザイン画では存在せず、造形で追加されたもの。胸の電飾部分はウルトラマンエックスの目のディテールのデータをレーザーで彫刻している。またマスクは額のビームランプのみ発光することができ、バイザー部分が覗きになっている。紗幕をゴーグルの内側に貼り、衝立を鼻筋に入れることで内部がどの角度から見ても透けないようになっている。首周りは胴体とつながっておらず、メンテナンスや着脱がしやすいようにベストに隠れる長さで切られている。

### その他の装備
UHG-6SC汎用ヘルメット
隊員が着用する格納式バイザーを持つパイロットヘルメットで、パイロット以外も使用する。通信機能はヘルメット自体には搭載されていないため、首に付けた通信機やスロートマイクで通信を行う。
ストレイジ制服
隊員が特空機の操縦や作戦活動を外で行う際に着るユニフォーム。ヘルメット、グローブ、ベスト、膝当てなどを装備して、戦闘服やパイロットスーツにも対応可能な仕組みとなっている。

ステッグ
作戦班や特機群が地上任務の際の追跡や移動時に使用する特殊EV。名称は「STORAGE EGG」の略。主に非武装だが、ARヘッドアップディスプレイやDMD式ヘッドライト、自動運転機能を搭載する。
- トヨタ自動車から提供されたコンセプトカー「LQ」を使用している。

LAR20
怪獣を攻撃・威嚇する際に使用する、ピカティニー規格のマウントレールが備わったレーザー光線（バッテリーパック式）を発射する小銃。正式名称は20式レーザー小銃で、現場の状況や作戦目的に応じて銃身や誘導弾などのカートリッジ、ブースター（拡大レンズ）などを交換することが可能。
LAR20C
短い銃身となったコンパクト型のLAR20。小型のライトや暗視用のスコープ、電撃弾のユニットを装着可能。
20式小銃・9mm拳銃 SFP9
特機群で用いられる銃器。20式小銃は警備隊長が、SFP9はユウキが使用する。
17式対怪獣電磁砲
M1号戦でバコさんが使用した電磁砲。スタビライザー上には腰に装着してブレを抑えて照準を安定させるジンバルや固定用のアーム、カウンターウェイトがマウントされている。砲身は発射時に縮み、衝撃を吸収する。キングジョーSCに乗り込んで口元のハッチから細胞分裂逆進剤を巨大化したM1号に撃ち込んだ。
電界放出弾
ユカが開発した小型ミサイル。強い電界をネロンガの体表に加え、ポテンシャル障壁を薄くし、ネロンガからトンネル効果によって電気を奪う。
- 監督の田口はユカ役の黒木に持ち方の参考として、『ウルトラマン』の岩本博士のペンシル爆弾の持ち方の画像を見せている。

汎用携帯端末2型
ストレイジ隊員に支給されているタブレット端末で、怪獣の分析などに使用される。ユカが主に使用する。
閃光発音筒（スタングレネード）
セレブロのアジト奇襲に使用された強烈な閃光を放つ手榴弾。
赤外線サーモグラフィーカメラ
周囲の温度変化を計測する機器。パゴスやネロンガの探索に使用された。
18式携帯通信端末
ハルキが使用していた小型端末。地図をスマホのように送信可能。
分析用多機能センサーカメラ
ユカが使用する分析用のカメラで、車内で使用される小型タイプなどがある。
ACEPIII（先進脱出背嚢）
特空機の緊急脱出時などに使用される携帯型ブースター。圧縮したエアを左右の噴射口から噴射することで短時間の飛行が可能。
携帯スピーカー
ユカがホロボロスに古代の音色である潮騒のざわめきを届けるために使用した。
20式汎用無人機I型
ゴモラを輸送する際に使用された大型の無人ドローン。
20式汎用無人機II型
キングジョーの部品回収に使用された中型ドローン。
三次元デジタライザX線CTシステム
ユカが怪獣研究センターから借りた装置で、物体を2つのスキャナーを用いてスキャンする。古代の貝殻の分析時に使用された。
ストレイジ隊員用ロケットパック

01式（）レーザー小銃
地球防衛軍が使用する青いレーザーを発射する制式小銃。ジャグラーと交戦した第1特殊空挺機甲群基地警備隊やカブラギを逮捕しようとした警備隊本部保安課など、主に警備部が使用した。

## 登場怪獣・宇宙人

### 本作品の新怪獣
凶暴宇宙鮫 ゲネガーグ
第1話に登場。光の国でウルトラゼットライザーとウルトラメダルを飲み込み逃亡していた宇宙怪獣。小惑星や怪獣をも飲み込む巨大な口が特徴で、そこから放射する破壊光線ゲネバスターや体側面の鰓状の孔より発射される寄生生物爆弾ゲネパラサイトボムを攻撃手段とするほか、飲み込んだ怪獣や小惑星を口から吐き出すゲネヴォミットで攻撃する。
ゼットとゼロの追跡を受けながらも、体内から吐き出したブルトンによってゼロを四次元空間に封じ込めることに成功。地球の東京都杉原区に落下後はゼットやハルキのセブンガーを敗北寸前まで追い詰める。しかしハルキがゼットと一体化してアルファエッジにウルトラフュージョンすると次第に劣勢となり、最期は上空でゼスティウム光線を浴びて爆散する。
- デザインは楠健吾が担当。下述のようにマガタノオロチの改造を前提としてデザインされた。デザインイメージは宇宙ジョーズ。マガタノオロチの改造であると分からないようにトゲトゲの全身をヌルっとしたサメのようなボディ表面に変えている。突飛な色の体色にはしない方がいいと思っていたが、それでは地味すぎるため、模様のようにデビルスプリンターが漏れ出ているという理屈付けで赤いギザギザを入れている。鼻先の角はサメの背ビレをイメージしている。光線のようなものを全身から出したいと言われたため、穴が全身に開いている。形状が特徴的であることから、真上から見たイメージ図も参考用に描かれた。スジ状のシワのようなディテールが背面の裏側に入る。検討稿では胴体の真ん中付近まで口が裂けているようなイメージで描かれていたが、実際にはスーツの前半分が開くのみで、後ろ半分を裂けるようにするにはスーツの構造から変えなければならないため、かなりの改造が必要になることから、後ろはエラ穴が並んでいるようなものにして、エラ穴に見立てたスリット状の穴を体のあちこちに多く入れている。エラ穴はバルタン星人のハサミ部分に付いているポツポツのようなものを意識しており、地球上の生物ではなく、宇宙怪獣のように見えるようにしている。
- 第1話でセブンガーを新造するために新造形のスーツを多く作れないことから、設定的に出てくることがないと思われていた『オーブ』のマガタノオロチを流用するかたちで製造された。改造元の大きな口を生かすため、鮫モチーフの怪獣となった。単身光の国に突撃して生還しているということから、疲弊しているという表現にするため、歯が欠けたり足の爪が折れているなどわざと傷だらけにしている。監督の田口が好きな初代『ウルトラマン』に登場するぶよぶよした柔らかい感じの怪獣のように、ゾウやサイの柔らかい関節のイメージとなっている。

『ウルトラマントリガー エピソードZ』に登場するゲネガーグ
『ウルトラマントリガー エピソードZ』に登場。

合体怪獣 トライキング
第8話、第15話、第22話に登場。ウルトラゼットライザーまたはダークゼットライザーでゴルザ、メルバ、超コッヴの怪獣メダルをリードすることで合体変身する怪獣。
初登場時はカブラギが変身。コールは「超古代怪獣、超古代竜、宇宙戦闘獣。キエテカレカレータ」。超音波光線や怪光線など3体の怪獣の力でセブンガーとウインダムの2体を終始圧倒して退却。2回目に現れた際はアルファエッジと互角の戦いを繰り広げるが、カブラギが追加でガンQとレイキュバスのメダルをリードしたことで両腕が変化してファイブキングへと強化変身する。
グリーザ出現時はヘビクラことジャグラーがゼットとジードを援護するために変身。コールは「ゴルザさん、メルバさん、超コッヴさん。闇の力、お借りします！」。グリーザの圧倒的な力の前に劣勢となったため、ファイブキングに強化する。
バロッサ星人（三代目）出現時にはジャグラーが再び変身。戦闘に乗じてゼスティウム光線をキングジョーSCに食らわせることによって、ウルトロイドゼロ開発に必要なゼスティウム光線のデータ収集を援助し、目的達成後はファイブキングへと変化する。
- イメージデザインは足木淳一郎が担当。フォトショップでファイブキングの画像にゴルザの腕をくっつけて編集したものとなっている。
- スーツは、すでにあったファイブキングのレイキュバスとガンQの腕をゴルザのものに交換して改造している。

海賊宇宙人 バロッサ星人
銀河中で破壊と銀河のお宝の略奪行為を繰り返す習性をもった宇宙人。戦闘の際は略奪した戦利品を自らの武器として使いこなすほか、掌の渦巻き紋をかざすことで相手の動きを止める能力や催眠状態にする能力を行使する。その他の星人としての特徴として、卵生で卵を1度に1万個産むことが判明し、9999人の弟がいる。劇中では以下の3個体が登場する。
- 令和を代表する異星人にしたい、という意向から、何度も登場する度に何か変えたいものとして、武器マニアという設定にすることで、異なる武器を登場する度に手にしていることで別個体に見えるというものとなった。企画時の構想ではもっと怖いキャラクターとして考えられていたが、二代目、三代目が登場する度に面白いキャラになっていくようにイメージされていた。
- デザインは楠健吾が担当。「渦巻」がデザインコンセプトで、渦巻き状の甲冑を着たようなイメージで仕上げられた。検討稿にあった渦巻きをモチーフとしたものとダイオウグソクムシをモチーフとしたものを合わせたものを基に描いている。金色の部分は硬い巻貝の殻のようなイメージで、青い部分はウミウシやカタツムリの本体など、柔らかくてヌメヌメしたイメージとなっている。手の渦巻は監督の尾上の提案でつけられたもので、顔にも渦巻が付いていたことから、子供にもわかりやすい必殺技として手の渦巻で敵の目を回すものとなった。手は基本は金色だが、指のうち2本がアクセントとして青くなっている。近年ではあまりなかった尖った爪先も一周回って珍しく見えるものとして取り入れられた。顔の渦巻きが解けてタピオカドリンクやジュランの実を食べたり、巨大化した背中のパーツが羽根になったり、電撃を受けると骨が見えるのはデザインでは想定されていない演出であったという。

初代
第9、10話に登場。地球人を下等生物と見下し、地球の人語を発する声帯を持たないため、コミュニケーションは頭部を掴んで意思を乗っ取った地球人を翻訳機替わりにして介して行う。移動の際はサータンの毛で編んだ透明マントを使用する。得物としてマグマサーベルやババルウスティック、星斬丸などを使用する。
ペダン星から奪ったキングジョーに乗ってウルトラメダルを奪おうとするが、キングジョーをゼットに破壊される。その後瓦礫の下から復活し、キングジョー奪還のためにストレイジ本部へと侵入。ヨウコを人質にして操ってハルキやユカを追い詰め、ジャグラーの妨害を受けつつもキングジョーを起動させる寸前までに至るが、コジローの機転でダメージを負い撤退する。その後基地外でダダの縮小光線銃で巨大化し、ガンマフューチャーと交戦。地に突き立てた沢山の刀剣や渦巻きを利用した攻撃で一時優位に立つが、自身が落としたウルトラメダルをゼットが使用すると形勢が逆転し、最後はM78流・竜巻閃光斬によってバラバラにされ、9999人の弟たちが仇を討つという断末魔を上げながら爆散する。
- 奪ってきた多くの武器を弁慶のように背負うのは厄介であるため、剣戟映画のように地面に突き刺すものとなった。監視カメラの映像はiPhoneで撮影している。

二代目
第16、17話に登場。初代と三代目の弟であり、他者を介さず地球語で会話するが初代を「兄者」と呼ぶなど古風な言語を使用する。必殺パンチバロパンチやベリアロクで斬撃を放つファイナルブレイクを得意とする。また背中の羽根で飛行することも可能。
ベリアロクに目を付けてメツボロス戦直後のゼットを強襲し、一時はベリアロクを手中に収めて兄の仇であるゼットを追い詰めるが、戦い方がつまらないという理由でベリアロクの意思に見限られ、その間にゼットを逃がす。その後、人間大の大きさでハルキおよびジャグラーと三つ巴の戦いを繰り広げるが、ベリアロクがジャグラーの手に渡ったことでジュランの実を吸収して再び巨大化し、ゼットと再戦する。戦闘ではメツボロスの残骸から得たギルバリスのツメやギャラクトロンMK2のギャラクトロンベイル、ペダニウムランチャーを用いつつ、キラーフラッシュなる強力な光を目から放つ目眩ましや加勢にきたウインダムを人質に取るなどの搦め手でゼットを追い込むが、諦めないハルキに面白さと可能性を見出したベリアロクがゼットの手に戻ったことで形勢が逆転。逃走を図るも、最期はデスシウムファングによって噛み砕かれて爆散する。
- 当初は10話と22話のみの登場の予定であったが、新規に作られた怪獣であるため、もう1回出すこととなり、二代目が三代目の弟というのはその名残である。
- 声優が関智一であることは狙ったものではないが、宇宙海賊であることから『海賊戦隊ゴーカイジャー』の「派手に行くぜ」を入れるものとなった。

三代目
第22話に登場。初代の弟にして二代目の兄であり、二代目同様に自ら会話する。得物としてゴロン棒を使用するほか、両目から破壊光線バルバルビームを放つ。
略奪が主目的だった兄弟たちとは異なり、純粋に兄弟の敵討ちを目論んで休憩中のストレイジの面々を強襲。逆に返り討ちにされると管を顔から出してタピオカミルクティーのタピオカに含まれる地球のデンプンを摂取してバロバロ細胞を活性化させることにより巨大化し、ゼットやセブンガー、キングジョーSCと戦闘を繰り広げる。最後はベリアロクとレッグキャリアーを使ったセブンガーによるセブンガー波乗りスペシャルスラッシュによって撃退される。

『ウルトラマントリガー NEW GENERATION TIGA』に登場するバロッサ星人（四代目）
『ウルトラマントリガー NEW GENERATION TIGA』第7話「インター・ユニバース」に登場。初代から三代目までの個体との関係性は不明。相棒としてベビーザンドリアス ケダミャーを伴っており、ケダミャーに通訳してもらう形で会話をする。
キングジョーSCを強奪してゼットの追跡を受けていた際、投げつけたガラクタに紛れていたブルトンの四次元現象によって時空が歪み、トリガーのいる別次元の地球のソラフネシティへたどり着く。ソラフネシティではイグニスによってウルトラメダルを強奪されたことに怒り、ジュランの実を食べて巨大化。駆け付けたトリガーに対して、コダイゴンジアザーの鯛やギルファスの剣などを使って攻撃するが、最後は変身できるようになったゼットのデスシウムクローとトリガーのゼペリオンクローインパクトで撃破される。
- 声：田口清隆
- スーツアクター：石川真之介

爆撃雷獣 グルジオライデン
第12話に登場。セレブロが約10年前に宇宙から休眠状態で地球へと送り込んだ半機械怪獣。染色体からメスであることや、遺伝子操作された形跡や背面に大砲を有する点から、ユカは宇宙人によって生物兵器に改造された地球外生物ではないかと推測している。攻撃手段は捕食した鉄くずをエネルギーとして口から放射する超高熱火炎ライデンブレスターと背中の大砲から発射する強力ビームライデンデストロイキャノン。
長年にわたり山梨県の地底にて防衛軍の監視下に置かれ、調査研究で得られたオーバーテクノロジーは特空機開発に応用されてきたが、前触れなく覚醒して地上に出現。セブンガーやウインダム、そして攻撃を躊躇したゼットを退ける。その後、仮死状態でダメージを回復し、廃棄物処理場のスクラップでエネルギーを補給する。駆けつけたキングジョーSCとウインダムの連携で一度は拘束されるが、脱出してウインダムを捕食し、ゼットと再戦。ハルキの躊躇が原因でゼットがオリジナルになったところを攻撃し、ライデンデストロイキャノンで撃破しようとするが、再起動したキングジョーのゼロ距離射撃によってコアを打ち抜かれ爆散する。後にセレブロが文明自滅ゲームを行い、自滅した星の最終兵器であり、地球に対怪獣ロボット開発を促すために送り込んだことが判明する。
- スーツは『ウルトラマンR/B』のグルジオキングの改造。スーツには同作品に登場するグルジオボーンがグルジオキングに改造するためのパーツ交換の機構が残っている。
- キングジョーと戦うことから、メカ怪獣のような要素があるグルジオが選ばれ、キングジョー対ゾイドのような画を狙っている。セブンガーが開発された背景として、50メートル級の怪獣が落ちてきてそれに合わせたサイズという設定となった。

殲滅機甲獣 デストルドス
第24話より登場。ヨウコに寄生したセレブロが、ウルトロイドゼロにベリアルメダルの力によって大量の怪獣メダルや世界中に眠る怪獣を吸収させて怪獣化させた「死と破壊の王」と呼ばれる怪獣。レッドキングBを始め、クレッセント、ダンカン、アーストロン、バードン、サタンビートル、マジャバといった吸収した怪獣たちの様々な部位がウルトロイドゼロを突き破るようにして形成された外観が特徴で、セレブロがウルトロイドゼロのコクピットより操る形で動く。攻撃手段は胸のマジャバの顔からD4レイを発射するデストルドD4レイ、口から吐く破壊光線デストルドブレス、電撃を全身から全方位に発射するデストルドサンダーブラスト、両手の鎌にエネルギーを溜めて斬撃を放つデストルドリーパー、誘導弾として体のトゲを発射するデストルドヘルファイヤや目から対空砲を発射するデストルドファランクス。
初戦闘ではアルファエッジ、ベータスマッシュ、ガンマフューチャーのどの攻撃も受けつけず完勝し、デストルドD4レイでゼットとハルキに甚大なダメージを与える。さらに世界の主要都市を襲撃し、反攻作戦に打って出る各国の地球防衛軍を全滅に追い込む。最後の仕上げとして蜂起したストレイジの特空機と戦闘を繰り広げるが、連携によってヨウコが搭乗しているコクピットブロックを引き抜かれる。その後はセレブロが自ら融合するかたちでゼットとの最終決戦を展開するが、最後はゼット オリジナルが放った渾身のゼスティウム光線にデストルドD4レイを打ち破られて爆発四散する。
- デザインは楠健吾が担当。コンセプトは「怪獣版のゲルニカ」。監督の田口は「令和のタイラント」としている。当初は、タイラントのように胴部や手足といったパーツが綺麗に合体しているわけではなく、ぐちゃぐちゃになって「融合」しているようなイメージだったが、デザインを重ねていくうちに比較的モチーフの怪獣が整然と付いているイメージになったという。斜めにレッドキングの首が付いているのは、成田亨が描いたレッドキングのデザイン画が捻じれたような独特のポーズで斜めに描かれ、左右非対称の足となっていたことから、そのいびつさを出すこととなった。当初はレッドキングのみが骨になっていたが、ファイブキングやベリアル融合獣などの近年の合体怪獣との差別化から、その考えを広げて全ての怪獣を骨にすることとなった。そのほかに、近年登場していないマニアックな怪獣として、ダンカンやマジャバを入れるものとなった。多くの怪獣のパーツで構成されているものの、目を引く部分である顔のみ、オリジナルのデザインとなった。監督の田口によるイメージスケッチでは『ザ☆ウルトラマン』のタフギランの顔が頭部に付いていたが、オリジナルの顔にすることから消滅している。ダンカンのトゲは中心から放射状に広がっていくシルエットにするため、原典よりもかなり大型にアレンジしている。ウルトロイドゼロの割れたマスクはウルトラマンらしさを出すため、形状が分かるように口元を意図的に残しており、ショッキングに見せるためにただくっついているだけではなく、片方は長い角に貫かれ、片方は肩に埋まっていることとなった。骨とゲルニカのイメージからモノトーンのカラーリングで進行していたが、赤をもう少し入れてほしいというオーダーから、赤みをパーツの末端などに足し、ゲネガーク同様、取り込んだデビルスプリンターが漏れ出した影響、という解釈となっている。別途で頭部や眼球のアップのディテールのパターンを指示したものや、体に残されているウルトロイドゼロの割れたマスク、胸部の追加ディテールも描かれた。眼球は新たな目の表現を求めて、日食時の太陽のコロナをイメージしている。検討稿では、決定稿になった怪獣のほかに、ボルケラーやグドン、ズラスイマーも描かれていた。また、背面にはゲラン、ブラックエンド、サラマンドラの首が描かれていたが、たくさんの顔が付いているのは方向性が違うということから却下となった。
- 全世界の怪獣を吸収する場面は、田口のアメリカにいる友人に依頼して撮影した夜景の素材をデストルドスに合成させている。

『ウルトラマントリガー エピソードZ』に登場するデストルドス
『ウルトラマントリガー エピソードZ』に登場。
セレブロがライラーイブラに寄生して出現させた。
- スーツアクター：高橋舜

## 登場アイテム・用語
ウルトラゼットライザー
デビルスプリンターによる混乱に対処するため、ウルトラマンヒカリが中心となり光の国で開発した戦力増強アイテム。トリガーのある持ち手、ウルトラアクセスカードを装填するスロット、メダルを装填する青いブレードで構成される。
ハルキとリクが使用する際はトリガーを押し込むと扉ヒーローズゲートが展開し、くぐって入った先にある亜空間インナースペースでスロットに装填したウルトラメダル3枚を読み込んでトリガーを押し込むことで、メダルの力を有するウルトラマンへとウルトラフュージョンする。変身後は武器としても使用でき、攻撃モードに切り替えて3枚のメダルを再スキャンするとその特色を活かした攻撃技が発動可能となる。インナースペース内は時空が歪んでいるため、時間の進み方が現実世界とは異なり、内部の1分は現実世界の1秒であり、ハルキ主観でのメダルスキャンは演出上時間がかかるが、客観的には一瞬で終了する。
ゼロが新人に過ぎないゼットをサポートするためにヒカリに依頼して作成されて託したもので、リクはジードライザーが壊れたためこちらを使用している。
セレブロが寄生したカブラギはゲネガーグの残骸から回収したものを使用し、フェイクヒーローズゲートを展開して突入したインナースペースで怪獣メダル3枚を用いて怪獣に変身する。
- 前作『タイガ』の変身アイテム・タイガスパークがタイガキーホルダーを握ると変身音が鳴るという段取りの少ないギミックが子供たちにはその魅力が伝わりきらなかったため、パーツを動かしたりボタンを押すなどアナログな動きで遊べる玩具としてカードとメダルということとなった。同時にメダルとカードの2つを使う変身アイテムであることから、メダルをタイプチェンジに使い、カードはモードを変えるためのアイテムとして、専用の変身音が鳴る認証キーのようなものにすることで、1つのアイテムが複数の変身アイテムになるものとなった。
- 3枚のメダルと1枚のカードを組み合わせでの子供の遊びやすさを考え、メダルとカードのリーダーを一体化させたものとなり、メダルを剣の刃部分に入れて刃を研ぐようにブレードをスライドさせる方法となった。ブレードの形状はウルトラヒーロー独自の武器であるアイスラッガーを元に、ゼロが登場することからゼロスラッガーをモチーフにしており、デザイン時からスラッガーのため、武器にするという案もあった。クリアブルーをブレード部分に使用することで、ガジェット単体としての美しさを意識している。
- ゼットが使用するものの撮影用プロップは発光ギミックや可動はなく、ブレードも固定されている。

ダークゼットライザー
ヘビクラことジャグラス ジャグラーが、ハルキから強奪したウルトラゼットライザーを蛇心剣によって幻の宇宙からの闇の力でコピーして生み出した複製品。外観はウルトラゼットライザーに酷似するがカラーリングは赤と黒。アクセスカードを装填して怪獣メダルを装填・スキャンすることで開いたダークヒーローズゲートを通り抜けてヘビクラを融合獣へと変身させる。武器としては使用されなかった。ウルトロイドゼロを巡る戦いでセレブロに敗北した際に壊れる。
- ジャグラーが『オーブ』で使用していたダークリングが好評であったことから、本作品でもジャグラーのアイテムを出すこととなった。

ウルトラアクセスカード
ウルトラゼットライザーおよびダークゼットライザーの起動認証キーの役割を持ったカード。認証に成功すると「（使用者の名前）、アクセスグランテッド」という音声が鳴る。使用者の姿に加えて、ゼットライザーの丸い穴の部分に相当する部分に、ハルキとリクはそれぞれ変身するウルトラマン、カブラギはセレブロ、ヘビクラことジャグラーは魔人態としての姿が描かれている。カブラギのものはウルトラゼットライザーの仕組みを解析して偽造したもの。
- 当初は、他の歴代のニュージェネレーションヒーローズの主人公の分も作る予定であったが、膨大な組み合わせのため、スケジュール的にも厳しい状況であったため、見送られた。ただし、ギンガとタロウのメダルでギンガストリウムの音声が鳴るなど、歴代のコンボの変身はできるようになっている。
- デザインコンセプトはプレックス、最終イラストと仕上げは水野プロが担当している。ゼットライザーに入れる前は不思議な模様だが、入れることでウルトラマンの姿が丸い穴の部分から見え、力を呼び覚ますものとなった。レジェンドのメダルが丸い穴から見えるキャラクターの上を通過することで力が付与される、というイメージのギミックとなった。初期はもっと複雑なカードデザインで、モザイク状になっていてウルトラマンの顔が隠れているのかわからない模様であった。

ウルトラメダル
ヒカリがウルトラゼットライザーと並行して開発したウルトラマンの力を秘めたメダル。強大な力を秘めるため宇宙人から「宇宙の秘宝」と呼ばれる。他のメダルと比べると縁が赤いのが特徴。
- デザインは3Dモデルを出力して、それを基にデザインが進められた。2020年に放送されたことから、オリンピックの年であったため、メダルがモチーフとなった。カジノのメダルを参考に、ソリッドとクリアのパーツを組み合わせ、ウルトラヒーローをパーツの上面、背景を下面にプリントすることで立体的にウルトラヒーローが見えるような仕掛けとなっている。過去のアイテムが正面の顔が多かったため、本作品では横顔となっている。

| 名称[注釈 9]       | 備考 |
| ------------------ | --- |
| ゼロメダル         | ゼットがウルトラゼットライザーとともにゼロから託される[ep 1][174]。 |
| セブンメダル       | ゼットがウルトラゼットライザーとともにゼロから託される[ep 1][174]。 |
| レオメダル         | ゼットがウルトラゼットライザーとともにゼロから託される[ep 1][174]。 |
| ウルトラマンメダル | ゲネガーグ戦後ヨウコが回収し[ep 1]、ゴモラ戦の最中ゼットの手に渡る[ep 4][174]。 |
| エースメダル       | ゲネガーグ戦後、ハルキが回収する[ep 1][174]。 |
| タロウメダル       | ゲネガーグ戦後、ハルキが回収する[ep 1][174]。 |
| ティガメダル       | ゲネガーグ戦後、ヘビクラによって回収され[ep 1]、ファイブキング戦の最中ゼットたちに託される[ep 2][174]。 |
| ダイナメダル       | ゲネガーグ戦後、ヘビクラによって回収され[ep 1]、ファイブキング戦の最中ゼットたちに託される[ep 2][174]。 |
| ガイアメダル       | ゲネガーグ戦後、ヘビクラによって回収され[ep 1]、ファイブキング戦の最中ゼットたちに託される[ep 2][174]。 |
| ギンガメダル       | - ウルトラマンヒカリからリクにペガ経由で授けられる[ep 5]。 - リクのフュージョンライズが復活してからは、ハルキに託される[174]。 |
| エックスメダル     | - ウルトラマンヒカリからリクにペガ経由で授けられる[ep 5]。 - リクのフュージョンライズが復活してからは、ハルキに託される[174]。 |
| オーブメダル       | - ウルトラマンヒカリからリクにペガ経由で授けられる[ep 5]。 - リクのフュージョンライズが復活してからは、ハルキに託される[174]。 |
| ジャックメダル     | - 地球防衛軍怪獣研究センター科学研究所が回収して研究試料としていたが、バロッサ星人の操るキングジョーによって強奪される[ep 6][174]。 - その後バロッサ星人がストレイジ本部に侵入した際に施設内へ落とし、回収したヨウコからゼットの手に渡る[ep 3][174]。 |
| ゾフィーメダル     | - 地球防衛軍怪獣研究センター科学研究所が回収して研究試料としていたが、バロッサ星人の操るキングジョーによって強奪される[ep 6][174]。 - その後バロッサ星人がストレイジ本部に侵入した際に施設内へ落とし、回収したヨウコからゼットの手に渡る[ep 3][174]。 |
| ウルトラの父メダル | - 地球防衛軍怪獣研究センター科学研究所が回収して研究試料としていたが、バロッサ星人の操るキングジョーによって強奪される[ep 6][174]。 - その後バロッサ星人がストレイジ本部に侵入した際に施設内へ落とし、回収したヨウコからゼットの手に渡る[ep 3][174]。 |
| コスモスメダル     | 地球防衛軍が回収し、護送途中に起こったストレイジ、カブラギ、キングジョーによる争奪戦の末、ゼットの手に渡る[ep 6][174]。 |
| ネクサスメダル     | 地球防衛軍が回収し、護送途中に起こったストレイジ、カブラギ、キングジョーによる争奪戦の末、ゼットの手に渡る[ep 6][174]。 |
| メビウスメダル     | 地球防衛軍が回収し、護送途中に起こったストレイジ、カブラギ、キングジョーによる争奪戦の末、ゼットの手に渡る[ep 6][174]。 |
| ジードメダル       | グリーザとの戦闘中にジードからゼットに託され、ジードライズメダルとして使用される[174]。 |
ライズウルトラメダル
デルタライズクローの変身に使用されるメダル。メダルのウルトラマンたちが浅からぬ因縁をもった間柄のため、使用時に力が共鳴することで変化する。
- すでに3枚とも他の形態で使用しているため、少し変えることとなり、ゼロビヨンドやベリアルアトロシアスに変化させたり、金色にメダルの色を変えることでパワーアップ感を出している。

| 名称[注釈 10]                    | 備考                                                     |
| -------------------------------- | -------------------------------------------------------- |
| ゼロビヨンドライズメダル         | ゼロメダルから変化。図柄がゼロビヨンドに変わる。         |
| ジードライズメダル               | ジードメダルから変化。図柄はプリミティブのまま。         |
| ベリアルアトロシアスライズメダル | ベリアルの怪獣メダルが変化。図柄がアトロシアスに変わる。 |

ゼットホルダー
ウルトラメダルを収納するボックス。地球人には視認できない特殊な物質で出来ており、特殊プラズマも隠蔽される。
- 表面は、メインキャラクターとして当初考えられていたアルファエッジの胸周りをベースにデザインされている。ウルトラメダルの白と赤（ないし白と黒）の模様が蓋を開けた際に見えるようになっている。

怪獣メダル
怪獣の力を秘めたメダル。カブラギがウルトラメダルの技術を流用してデビルスプリンターや怪獣の細胞溶液セルラリーキドを怪獣メダル製造機メダルガッチャーに投入して独自に製作したものと、ジャグラーが召喚したものがある。ウルトラメダルと比べると、縁が黒いのが特徴。
- ダークゼットライザーと同時に設定された。

| 名称                                  | 備考 |
| ------------------------------------- | --- |
| ゲネガーグメダル                      | 「ハルキのウルトラナビ」のみ登場[ep 1]。 |
| ネロンガメダル                        | 「ハルキのウルトラナビ」のみ登場[ep 1]。 |
| ジラースメダル                        | - カブラギがエリマキテレスドンへの強化に用いる。 - 撃破後はゼットが回収するも、すぐに消滅する。                                                                                         |
| ゼットンメダル                        | ダークゼットライザーとともにジャグラーが精製する[42]。カブラギも同じものを保有しているとされる。                                                                                        |
| パンドンメダル                        | ジャグラーが闇より呼び出す。 |
| マガオロチメダル                      | ジャグラーが闇より呼び出す。 |
| ウルトラマンベリアルメダル            | - デビルスプリンターおよびリクから抽出された高純度のベリアル因子よりカブラギが製造する。 - その後グリーザ打倒のためハルキの手に渡り、ベリアルアトロシアスライズメダルとして使用される。 |
| ゴモラメダル                          | カブラギがベリアルメダル以前に精製。 |
| レッドキングメダル                    | カブラギがベリアルメダル以前に精製。 |
| エレキングメダル                      | カブラギがベリアルメダル以前に精製。 |
| エースキラーメダル                    | カブラギがベリアルメダル以前に精製。 |
| ゴルザメダル                          | ピット星人の姉妹によって集められた細胞よりカブラギが精製する。 |
| メルバメダル                          | ピット星人の姉妹によって集められた細胞よりカブラギが精製する。 |
| 超コッヴメダル                        | ピット星人の姉妹によって集められた細胞よりカブラギが精製する。 |
| ガンQメダル                           | カブラギが隕石に含まれていた細胞より精製する。 |
| レイキュバスメダル                    | カブラギが隕石に含まれていた細胞より精製する。 |
| ジャグラス ジャグラーメダル           | 「ハルキのウルトラナビ」のみ登場。 |
| ギャラクトロンMK2メダル               | カブラギがレイディングガンをメダルガッチャーに投入して入手。 カブラギがメツボロスへの強化に用いる。                                                                                     |
| ギルバリスメダル                      | カブラギがレイディングガンをメダルガッチャーに投入して入手。 カブラギがメツボロスへの強化に用いる。                                                                                     |
| キングジョー ストレイジカスタムメダル | 「ハルキのウルトラナビ」のみ登場。 |
| ウインダムメダル                      | 「ハルキのウルトラナビ」のみ登場。 |
デビルスプリンター
ウルトラマンベリアルの細胞の欠片である邪悪な因子。形状はベリアルの目のようなもので、怪獣の強化、凶暴化、再生させる力を持っている。次元を超えて様々な宇宙中に飛び散り、怪獣が限界を超えて凶暴化する要因となっているため、宇宙警備隊やニュージェネレーションヒーローズなどの他の次元のウルトラマンたちが手分けして捜索および消去している。地球に散らばったデビルスプリンターを調査するためにゼロやジードが訪れたものにフォーカスを当てたのが本作品となっている。
- ベリアルは『ジード』で決着がついていたことから、10周年ではあるが、宇宙にその痕跡が残っているものとして、平成ゴジラのG細胞のような設定で出すこととなり、今回の敵がその邪悪な力を使うことで、ベリアルの影を感じさせ、それをゼロが気付いて回っており、ピンチの時にのみ駆けつけるものとなった。ただし、デビルスプリンターによるベリアル因子の怪獣を主軸にせず、他のウルトラマンも外が大変なためそれにかかりっきりということとなった。

## キャスト

### レギュラー・準レギュラー
オオタユカ役の黒木はオーディションによるものではなく、前作『ウルトラマンタイガ』で旭川ピリカ役のオーディションを受けており、同作品でも監督を務めていた田口の推薦によるもの。
- ナツカワハルキ - 平野宏周[1][2]
- ナカシマヨウコ - 松田リマ[22]
- オオタユカ - 黒木ひかり[27]
- ヘビクラショウタ - 青柳尊哉[31][172]
- イナバコジロー - 橋爪淳[37] (2 - 4,8,10,11,14,20 - 25)
- カブラギシンヤ - 野田理人 (1,4,6 - 9,14 - 17,25)[注釈 11][48]
- サトシ - 佐藤玲央 (1 - 6,8,10,11,14,20 - 22,24,25)
- セイジ - 角田楓馬 (1 - 6,8,10,11,14,20 - 22,24,25)
- ヒロシ - 髙岡大地 (1 - 6,8,10,11,14,20 - 22,24,25)
- ユウキマイ- 林摩耶 (21 - 25)
- クリヤマ長官 - 小倉久寛[54] (1,3,12,21,23,24)

### 声の出演
- ウルトラマンゼット - 畠中祐[82]
- AI音声 - 福原かつみ[3] (1 - 8,10 - 12,14 - 21,23,25)
- ベリアロク - 小野友樹[179] (15 - 25)
- ウルトラゼットライザー音声 - パトリック・ユウ[180][注釈 12]

### ゲスト
- 整備班員 - 中能史繁 (1,2)、南條裕貴 (14)、一ノ瀬友美 (14)、新井花菜 (14)、恵理加 (14)
- 化学班員 - 吹原幸太 (1,8)
- 誘導員 - 川辺稜 (1)
- 避難所の子供たち - 坂庭巨生、相澤子龍、田島陽翔、鴫原凛、川松陽南、小林茉里菜 (1)
- 髙橋リキ (1)
- リポーター - 西島まどか (2,3)[181]
- 事務次長 - ロバート・アンダーソン (3)
- 役人1 - グレッグ・デール (3)
- 役人2 - クリス・ダルヴァル (3)
- 要人1 - ジェイミー S (3)
- 要人2 - グレゴリー・ぺーカー (3)
- 親方 - 一本気伸吾 (3)
- 若手の男 - 安保匠 (3)
- 通行人 - 湯川なつめ (5)
- 人類学研究員 - 谷口洋行、坂上元、早馬充、水沢レイン、水上涼菜 (5)
- 朝倉リク - 濱田龍臣[82] (6,7,15)
- 防衛隊員 - 桑原義樹 (7)
- ミステリアス美女・姉 - 宮原華音 (8)
- ミステリアス美女・妹 - 石塚汐花 (8)
- 大富豪 - 渡部遼介 (8)
- 警備員 - 梶川賢司、矢倉翔太 (8)
- 研究員1 - 森啓一朗 (9)
- 研究員2 - イワゴウサトシ (9)
- 研究員3 - 高木公佑 (9)
- イワブチジュンペイ - 吉川一勝 (10)
- 警備員A - 谷口翔太 (10)
- 警備員B - 豊田幸樹 (10)
- ナツカワマサル - 金児憲史 (11,14)[注釈 13]
- ナツカワジュンコ - 正木佐和 (11)[注釈 14]
- 少年時代のハルキ - 上野蒼真 (11)[注釈 15]
- 作業員1 - 前川和也 (11)
- 作業員2 - 佐藤太助 (11)
- ヒナト - 本多陽登 (11)
- リュウキ - 吉村龍希 (11)
- 業者1 - 福井博章 (15)
- 業者2 - 菅沼岳 (15)
- 幼少期のユカ - 寺田藍月 (16)
- ユカのひいおばあちゃん - 竜のり子 (16)
- アサノ - 三濃川陽介 (17,21)
- カオリ - 宇田川かをり (18)
- ジャグリングの男性 - 松髙タケシ (18)
- 車から降りる女性 - 峰あんり (18)
- キャッチボールの男性 - 今井孝祐、新村享也 (18)
- エレベーターの男性 - 國重光司 (18)
- 田口清隆 (19 / 友情出演）[182][注釈 12]
- 武居正能 (19 / 友情出演）[182][注釈 12]
- 越知靖 (19 / 友情出演）[182][注釈 12]
- イナバルリ - 蜂谷晏海 (20)
- クラタ - 髙橋麻琴 (20)
- パイロット - 岩田栄慶 (22)
- キャスター - 宮島咲良 (23)
- ヨウコの父 - 松原正隆 (23)
- 記者 - 持永雄恵 (23)
- オペレーター - 河中奎人 (24)
- 室別の警備隊員 - 岸宗太郎 (24)
- 警務隊員 - 野口オリジナル (24)
- 警備隊長 - 木村圭作 (25)

#### 声のゲスト出演
- ウルトラマンゼロ - 宮野真守[1][2] (1,6,7)
- ナレーション - 外島孝一 (2,9,21)
- ペガッサ星人ペガ - 潘めぐみ (6,7)
- ギルバリス（回想） - 小西克幸 (6)
- バロッサ星人 - 外島孝一 (10)
- カネゴン - 福圓美里 (13)
- バロッサ星人（二代目） - 関智一 (17)
- ケムール人 - 辻󠄀本貴則 (18)[183][注釈 12]
- バラバ - 金子はりい (19)
- ウルトラマンA - 高峰圭二 (19)
- バロッサ星人（三代目） - 橋本達也 (22)

### スーツアクター
- ウルトラマンゼット - 岩田栄慶
- ウルトラマンゼット（13）[出典 128] - 寺井大介
- セブンガー (1 - 6,8,12,22,25)、スカルゴモラ (7)、ギーストロン (11)、バラバ (19)、デマーガ (23)、レッドキング (24) - 梶川賢司
- ウルトラマンゼロ (1,6,7)、ジャグラス ジャグラー 魔人態 (5,10,15,17)、ファイブキング (8,24)、キングジョー (9)、キングジョー ストレイジカスタム (11,12,14,16,18 - 22,25)、ゴメス (23) - 岡部暁
- ゲネガーグ (1)、ギルバリス (6)、グリーザ (15)、デストルドス (24,25) - 桑原義樹
- ゴメス (1)、ネロンガ (2)、ゴモラ (3)、テレスドン (4)、ゼッパンドン (5,24)、ペダニウムゼットン (7)、レッドキングA (11)、グルジオライデン (12)、ブルトン (14)、パゴス (18,23)、ベムスター (19)、M1号 (20)、ファイブキング (22) - 新井宏幸
- ウインダム (4 - 6,8,9,12,17 - 22,25)、バリスレイダー (7)、キングゲスラ (23) - 永地悠斗
- ギガス (3)、ホロボロス (16)、タッコング (23) - 高橋舜
- ペギラ (5)、ウルトラマンジード (6,7,15)、バリスレイダー (8)、バロッサ星人 (9,10)、レッドキングB (11)、バロッサ星人（二代目） (16,17)、ケムール人 (18)、ウルトラマンA (19)、ケルビム (21)、バロッサ星人（三代目） (22)、ウルトロイドゼロ (23,24) - 石川真之介
- ペガッサ星人ペガ (6,7)、ピット星人・妹 (8) - 丸田聡美
- ピット星人・姉 (8) - 安達仁美
- カネゴン (13) - 横尾和則

## スタッフ
シリーズ構成の吹原はメインスタッフ発表前の2020年5月17日に急逝したが、制作開始を早めたことが幸いし、最終話までのシリーズ構成と担当の脚本作業は全て完了していた。第25話のスタッフロールでは全スタッフの最後に「In memory of 吹原幸太」と記述された。
ゼロやジードがメインで登場する回の演出は、坂本浩一が担当している。
- 監修 - 塚越隆行
- 製作統括 - 永竹正幸
- 製作 - 隠田雅浩
- 企画 - 黒澤桂、金木勲、春山ゆきお、吉崎邦法、濵田健二
- チーフプロデューサー - 北浦嗣巳
- プロデューサー - 岸根明、大石淳子（テレビ東京）、嵯峨隼人
- 音楽プロデューサー - 関根陽一
- 音楽 - 安瀬聖[3]
- 音楽制作 - ランティス
- 音楽協力 - テレビ東京ミュージック
- コ・プロデューサー - 足木淳一郎
- アソシエイトプロデューサー - 村山和之
- ラインプロデューサー - 手島光一
- 番組宣伝 - 徳田良平
- プランニングマネージャー - 飯田将太（テレビ東京）
- シリーズ構成 - 吹原幸太[3]、田口清隆[82][3]
- 脚本 - 吹原幸太[3]、鈴木智[3]、中野貴雄[3]、林壮太郎[3]、小林雄次[3]、根元歳三[3]、継田淳[3]、池田遼[3]
- 特技監督 - 尾上克郎（第9、10話）
- 監督 - 田口清隆[3]、辻󠄀本貴則[3]、坂本浩一[3]、中川和博[3]、武居正能[3]、越知靖[3]、内田直之[3]
- 撮影 - 村川聡
- 照明 - 小笠原篤志
- 美術 - 木場太郎
- 録音 - 星一郎、澤村開
- 操演 - 根岸泉
- スクリプター - 森永恭子、増田実子、杉原奈々子、山内薫、今野七香
- 編集 - 矢船陽介、西田光憲
- キャスティング - 島田和正
- 助監督 - 越知靖
- 特撮助監督 - 内田直之
- アクションコーディネート - 寺井大介
- 視覚効果 - 三輪智章
- VFXコーディネーター - 豊直康
- 特殊造形 - 福井康之、亀田義郎、原規弘
- キャラクターデザイン - 後藤正行
- デストルドス他デザイン - 楠健吾
- 背景 - 島倉二千六
- 画コンテ - なかの★陽、林谷和樹、河本けもん、ユカワヨウスケ、川石テツヤ
- スーツアクターサポート - 大野まゆみ
- 設定監修 - 池田遼
- キャラクターメンテナンス - 宮川秀男。花谷充泰
- メインタイトルロゴデザイン - 竹内純
- 劇中デザイン - 井野元大輔、植田梨愛
- 軍事考証 - 小柳啓伍
- ミリタリー・スーパーバイザー - 越康広
- 音響効果 - 古谷友二
- アシスタントプロデューサー - 岡本有将
- 特別協力 - トヨタ自動車株式会社
- ウルトラマンZ製作委員会
- 製作 - 円谷プロダクション[82]、テレビ東京[82]、電通[82]

## 音楽

### 主題歌
「ご唱和ください 我の名を！」
遠藤正明による主題歌。作詞・作曲は遠藤正明、編曲は宮崎京一 (KEYTONE)、飯田涼太 (KEYTONE)。第1 - 24話、特別総集編1 - 3で使用。
第1話から第13話、および特別編1では1番、第14話から第24話、および特別編2・3で は2番の歌詞が使用されている。
第5話、第6話、第8話、第10話、第17話、第19話、第25話では挿入歌としても使用された。

### エンディングテーマ
「Connect the Truth」
玉置成実による前期エンディングテーマ。作詞・作曲・編曲は尾澤拓実。第1 - 13話で使用。
第15話では挿入歌としても使用された。
「Promise for the future」
畠中祐による後期エンディングテーマ。作詞はマイクスギヤマ、作曲は渡辺徹、編曲はats-,清水武仁&渡辺徹 (Blue Bird’s Nest)。第14 - 24話で使用。
第25話では挿入歌としても使用された。

### 挿入歌
「GEEDの証」
朝倉リク with ボイジャーによる第6話挿入歌。作詞は六ツ見純代、作・編曲は川井憲次。
「フュージョンライズ！」
ボイジャーによる第6話挿入歌。作詞は金光大輔、作曲・編曲はハマサキユウジ。
「Ultra Spiral」
ボイジャーによる第7話挿入歌。作詞はTAKERU、瀬下千晶、作曲・編曲は小西貴雄。

## 制作

### 企画・展開
本作品は2020年東京オリンピックの開催が撮影に支障をきたすことを想定して例年より2か月早く制作が開始され、2020年1月20日にクランクインし、秋前には撮影が終了した。結果として新型コロナウイルス感染症の世界的流行によりオリンピックは延期となったが、準備を早めていたことによりコロナ禍でも予定通り放送を開始した。
メイン監督の田口清隆は、オファーを受けた時点で2020年秋から別の仕事が決まっていたが、本作品の制作が早期開始となったことによりバッティングせず参加する運びとなった。田口が参加した時点で円谷プロによるプロットが存在していたが、田口は自身がゼロから作ることを希望し、メインライターに起用したシリーズ未経験の吹原幸太と共にシリーズ構成としてプロット制作を行った。さらに軍事考証として脚本家の小柳啓伍が起用された。
例年は東京おもちゃショーでマスコミ向けの新作発表が行われていたが、本作品ではコロナウイルス感染症対策として2020年6月5日に史上初となるオンラインライブ配信による発表会が実施された。
当初は2021年の初夏辺りに『シン・ウルトラマン』が公開される予定であったことから、本作品では劇場版を製作しないことが当初から決まっていた。

### 作風
新元号の令和から始まった前作『ウルトラマンタイガ』の映画『ニュージェネクライマックス』がニュージェネレーションシリーズの集大成のような扱いだったことを受け、田口は前作をシリーズの一区切りとし、当初は本作品を令和を代表する新たなウルトラマンにしようと考えていた。しかし、歴代ウルトラマンの力を借りる変身アイテムや、10周年を迎えたウルトラマンゼロやベリアル、ジードの登場が決まったことを受け、改めて本作品はニュージェネレーションシリーズの総決算として製作されることになった。『ウルトラマンオーブ』のジャグラス ジャグラーが隊長として登場するのはその一環であり、田口は『ウルトラマンオーブ THE ORIGIN SAGA』『オーブ』『Z』でのジャグラーをそれぞれ二十代・三十代・四十代に例え、様々なことを経験したジャグラーが最終的にたどり着いた答えを本作品で描くとしている。単独でも成立するジャグラーを普通に悪役として出すのではなく、人類の敵か味方かわからない存在、グランドクエスチョンとなった。
全体の作風はコメディに振った『R/B』や、シリアスなトーンの『タイガ』とも異なり、「明るく楽しく」を重要なテーマとした熱血系の明るい作品となった。テーマを表現するため、田口は登場人物の可愛らしさを表現し、様々な意味でさわやかな気持ちになれる面白い作品を目指したという。また2020年が本来ならオリンピックイヤーであったため、アスリートのように一直線で嫌味のない爽やかな気持ちいい主人公たちが織り成すスピード感溢れた作品とする一方で、SFとしての芯は通ったバランスのいいドラマが志向されている。全体のストーリー構成はや流れは脚本家全員による構成会議が行われて共有され、田口が最終回でやりたいことから逆算して組み立てられ、1話完結が基本ながら全話を通しても1本の物語とする縦軸もあるものとなった。各エピソードはなるべくシンプルに組み立てられており、登場人物たちをリアルに描くために徹底的な背景作りが行われ、近年のシリーズでは最も凝っている座に敷いた設定となっている。具体的な例としては防衛隊の詳しい組織図や登場人物たちの年表などであり、空想世界においても人物や組織のディテールが極力リアルに見えるようにし、それをただの裏設定にせず現場にバックすることで、様々な描写や重要な伏線となるようにしている。

## 反響
第1話で「セブンガー」、最終話で「最高の最終回」など様々なワードがTwitterでトレンド入りするといった反響を呼び、2020年のネット流行語100では『ウルトラマンZ』が6位、『ヘビクラ ショウタ』が45位にランクインした。
放送終了後の2021年には、『ウルトラマンティガ』以来シリーズ2作目となる第52回星雲賞メディア部門を受賞した。
2022年に行われたNHK「全ウルトラマン大投票」にて第3位、2023年に行われたサンスポ東京発刊60周年×円谷プロ創立60周年企画「ウルトラマンFUN投票トップ10」にて第2位を獲得。

## 放送日程
- 本編終了後には、ウルトラメダルに描かれたヒーローや怪獣メダルに描かれた怪獣を解説するミニコーナー「ハルキのウルトラナビ」が放送される。
- 第10話と第11話の間、第19話と第20話の間、最終話の翌週には、本編や過去の作品を扱う特別総集編が放送された[注釈 17]。
- 特別編の構成は池田遼、演出は中山剛平。

| 話数       | サブタイトル               | 脚本     | 特技技術 | 監督     | 主な登場怪獣・宇宙人                                                           | ウルトラナビ 紹介キャラクター             | 初放送日        |
| ---------- | -------------------------- | -------- | -------- | -------- | ------------------------------------------------------------------------------ | ----------------------------------------- | --------------- |
| 第1話      | ご唱和ください、我の名を！ | 吹原幸太 | -        | 田口清隆 | ゲネガーグ ゴメス ブルトン セレブロ                                            | ウルトラマンゼロ ゲネガーグ               | 2020年 06月20日 |
| 第2話      | 戦士の心得                 | 吹原幸太 | -        | 田口清隆 | ネロンガ                                                                       | ウルトラセブン ネロンガ                   | 06月27日        |
| 第3話      | 生中継！怪獣輸送大作戦     | 吹原幸太 | -        | 田口清隆 | ゴモラ ギガス                                                                  | ウルトラマン ゴモラ                       | 07月04日        |
| 第4話      | 二号ロボ起動計画           | 鈴木智   | -        | 辻󠄀本貴則 | テレスドン エリマキテレスドン                                                  | ウルトラマンタロウ ジラース               | 07月11日        |
| 第5話      | ファースト・ジャグリング   | 中野貴雄 | -        | 辻󠄀本貴則 | ペギラ ジャグラス ジャグラー ゼッパンドン                                      | ウルトラマンレオ マガオロチ               | 07月18日        |
| 第6話      | 帰ってきた男！             | 林壮太郎 | -        | 坂本浩一 | ギルバリス ペガッサ星人ペガ                                                    | ウルトラマンギンガ ウルトラマンベリアル   | 07月25日        |
| 第7話      | 陛下のメダル               | 林壮太郎 | -        | 坂本浩一 | スカルゴモラ サンダーキラー ペダニウムゼットン ペガッサ星人ペガ バリスレイダー | ウルトラマンオーブ ウルトラマンエックス   | 08月01日        |
| 第8話      | 神秘の力                   | 小林雄次 | -        | 坂本浩一 | トライキング ファイブキング ピット星人ファ ピット星人シィ バリスレイダー       | ウルトラマンティガ ガンQ                  | 08月08日        |
| 第9話      | 未確認物質護送指令         | 鈴木智   | 尾上克郎 | 中川和博 | キングジョー                                                                   | ウルトラマンダイナ ウルトラマンメビウス   | 08月15日        |
| 第10話     | 宇宙海賊登場！             | 中野貴雄 | 尾上克郎 | 中川和博 | バロッサ星人 キングジョー                                                      | ウルトラマンジャック ウルトラマンコスモス | 08月22日        |
| 特別編 (1) | 特空機シークレットファイル | -        | -        | -        | 第1話 - 第10話に登場した怪獣・宇宙人                                           | -                                         | 08月29日        |
| 第11話     | 守るべきもの               | 吹原幸太 | -        | 武居正能 | レッドキングA レッドキングB ギーストロン                                       | ゾフィー ウルトラの父                     | 09月05日        |
| 第12話     | 叫ぶ命                     | 根元歳三 | -        | 武居正能 | グルジオライデン                                                               | ウルトラマンネクサス ウルトラマンガイア   | 09月12日        |
| 第13話     | メダルいただきます！       | 池田遼   | -        | 内田直之 | カネゴン 第1話 - 第12話の登場怪獣・宇宙人                                      | -                                         | 09月19日        |
| 第14話     | 四次元狂騒曲               | 吹原幸太 | -        | 田口清隆 | ブルトン                                                                       | ウルトラマンティガ ジャグラス ジャグラー  | 09月26日        |
| 第15話     | 戦士の使命                 | 吹原幸太 | -        | 田口清隆 | グリーザ（第二形態） トライキング ファイブキング                               | ウルトラマンジード グリーザ（第二形態）   | 10月03日        |
| 第16話     | 獅子の声                   | 小林雄次 | -        | 越知靖   | ホロボロス メツボロス バロッサ星人（二代目）                                   | ウルトラマンゼロビヨンド ギルバリス       | 10月10日        |
| 第17話     | ベリアロク                 | 中野貴雄 | -        | 越知靖   | バロッサ星人（二代目）                                                         | ウルトラマンベリアル アトロシアス         | 10月17日        |
| 第18話     | 2020年の再挑戦             | 継田淳   | -        | 辻󠄀本貴則 | ケムール人 パゴス                                                              | キングジョー ストレイジカスタム           | 10月24日        |
| 第19話     | 最後の勇者                 | 根元歳三 | -        | 辻󠄀本貴則 | バラバ ベムスター                                                              | ウルトラマンエース                        | 10月31日        |
| 特別編 (2) | つなぐ師弟                 | -        | -        | -        | 第14話 - 第19話に登場した怪獣・宇宙人                                          | -                                         | 11月07日        |
| 第20話     | 想い、その先に             | 小林雄次 | -        | 武居正能 | M1号                                                                           | ウルトラマンベリアル                      | 11月14日        |
| 第21話     | D4                         | 鈴木智   | -        | 武居正能 | ケルビム マザーケルビム                                                        | ウルトラマンゼロ                          | 11月21日        |
| 第22話     | それぞれの明日             | 林壮太郎 | -        | 坂本浩一 | バロッサ星人（三代目） トライキング ファイブキング                             | ウインダム                                | 11月28日        |
| 第23話     | 悪夢へのプレリュード       | 吹原幸太 | -        | 坂本浩一 | タッコング キングゲスラ デマーガ ゴメス パゴス                                 | レッドキング                              | 12月05日        |
| 第24話     | 滅亡への遊戯               | 吹原幸太 | -        | 田口清隆 | デストルドス ファイブキング ゼッパンドン レッドキングB                         | -                                         | 12月12日        |
| 第25話     | 遥かに輝く戦士たち         | 吹原幸太 | -        | 田口清隆 | デストルドス                                                                   | -                                         | 12月19日        |
| 特別編 (3) | リ:ストレイジ              | -        | -        | -        | 第1話 - 第25話に登場した怪獣・宇宙人                                           | -                                         | 12月26日        |

## 放送
| 放送期間                                             | 放送時間                          | 放送局           | 対象地域       | 備考        |
| ---------------------------------------------------- | --------------------------------- | ---------------- | -------------- | ----------- |
| 2020年6月20日 - 12月26日                             | 土曜 9:00 - 9:30                  | テレビ東京       | 関東広域圏     | 製作局      |
|                                                      |                                   | テレビ北海道     | 北海道         |             |
|                                                      |                                   | テレビ愛知       | 愛知県         |             |
|                                                      |                                   | テレビ大阪       | 大阪府         |             |
|                                                      |                                   | テレビせとうち   | 岡山県・香川県 |             |
|                                                      |                                   | TVQ九州放送      | 福岡県         |             |
| 2020年7月5日 - 9月27日 2020年10月4日 - 2021年1月24日 | 日曜 5:00 - 5:30 日曜 5:15 - 5:45 | 北日本放送       | 富山県         |             |
| 2020年7月5日 - 2021年1月17日                         | 日曜 5:20 - 5:50                  | 広島ホームテレビ | 広島県         |             |
| 2020年7月5日 - 2021年1月24日                         | 日曜 5:45 - 6:15                  | 静岡第一テレビ   | 静岡県         |             |
|                                                      | 日曜 6:15 - 6:45                  | 琉球放送         | 沖縄県         |             |
| 2020年7月24日 - 2021年2月12日                        | 金曜 5:30 - 6:00                  | 宮崎放送         | 宮崎県         |             |
| 2020年7月26日 - 2021年2月14日                        | 日曜 6:15 - 6:45                  | テレビユー福島   | 福島県         |             |
| 2020年8月2日 - 2021年2月14日                         | 日曜 6:30 - 7:00                  | 石川テレビ       | 石川県         |             |
| 2020年9月27日 - 2021年4月25日                        | 日曜 5:45 - 6:15                  | 青森テレビ       | 青森県         | [ 注釈 18 ] |
| テレビ東京系列全6局では字幕放送を実施。              |                                   |                  |                |             |

| 配信期間                 | 配信時間        | 配信サイト |
| ------------------------ | --------------- | --- |
| 2020年6月20日 - 12月26日 | 土曜 9:30 更新  | あにてれ ネットもテレ東 YouTube ULTRAMAN OFFICIAL by TSUBURAYA PROD. ニコニコ生放送                                                                               |
| 2020年6月20日 - 12月19日 | 土曜 21:30 更新 | Amazon Prime Video Hulu U-NEXT dTV TELASA J:COMオンデマンド ひかりTV Netflix milplus TSUTAYA TV バンダイチャンネル ビデオマーケット HAPPY!動画 ニコニコチャンネル |

## 映像ソフト化
リリース元はバンダイビジュアル。
| 巻数   | 発売日        | 収録エピソード  | 品番      |
| ------ | ------------- | --------------- | --------- |
| BOX I  | 2021年1月27日 | 第1話 - 第13話  | BCXS-1561 |
| BOX II | 2021年3月26日 | 第14話 - 第25話 | BCXS-1562 |

## 他媒体展開

### テレビシリーズ
『ウルトラマントリガー NEW GENERATION TIGA』
ハルキ、ヨウコ、ウルトラマンゼットがゲスト出演。
『ウルトラマン クロニクルD』
ハルキがゲスト出演。
『ウルトラマン ニュージェネレーション スターズ』
2023年・2025年放送分にウルトラマンゼット、2024年放送分にユカ、2025年放送分にベリアロクがゲスト出演。

### 映画
『ウルトラマントリガー エピソードZ』
2022年3月18日公開。ハルキ、ウルトラマンゼット、セレブロがゲスト出演。

### セブンガーファイト
1話約4〜6分の短編動画で、全10話製作される。第1話から第7話は円谷プロの公式定額制デジタル・プラットフォーム・サービス「TSUBURAYA IMAGINATION」オリジナル作品として独占配信され、第8話から第10話の「スフラン島三部作」は『ウルトラマンZ完全超全集ストレイジBOX』の同梱DVDに収録される。内容は『Z』テレビシリーズの正史として位置づけられ、セブンガーを中心に、テレビシリーズの裏で起こっていた戦いや、最終回後の戦いを描く構成となっている。
撮影は2020年11月に行われた。
セブンガーは『Z』の撮影用スーツを使用しているが、『ウルトラファイト』へのオマージュから、それ以外は円谷プロの怪獣倉庫に眠っていたアトラクション用のスーツを使用している。
声の出演
- ハルキ - 平野宏周
- ヨウコ - 松田リマ
- ユカ - 黒木ひかり
- ヘビクラ / ジャグラー - 青柳尊哉

スーツアクター
- セブンガー、宇宙セブンガー - 梶川賢司
- 新井宏幸
- 永地悠斗
- 岡部暁
- 桑原義樹
- 高橋舜
- 宮永裕都
- 工藤隼己

スタッフ
- 脚本 - 足木淳一郎
- 殺陣 - 寺井大介
- 助監督 - 武井正能、宮崎龍太、三木悠輔、黒川陽平
- 制作 - 大谷公亮、万場賢一
- 撮影 - 村川聡、井野口功一
- 操演 - 辻川明宏、川口謙司
- 録音 - 星一郎
- 音響効果 - 古谷友二
- メインタイトルロゴデザイン - 井野元大輔
- 協力 - 小学館「てれびくん」編集部、スワラプロ、スリーエススタジオ、アクションキャスタッフ
- 監修 - 塚越隆行
- 製作統括 - 永竹正幸
- 製作 - 隠田雅浩
- プロデューサー - 岸根明、足木淳一郎
- 監督・編集・視覚効果 - 田口清隆
- 製作・著作 - 円谷プロダクション

| 放送回 | 配信日          | サブタイトル                | 主な登場怪獣・宇宙人                                           |
| ------ | --------------- | --------------------------- | -------------------------------------------------------------- |
| 第1話  | 2021年 03月17日 | 必殺！ セブンガーかすみ斬り | ジラース                                                       |
| 第2話  | 2021年 03月17日 | 本家特空機の意地を見せろ    | ヘルズキング改                                                 |
| 第3話  | 3月26日         | その銃弾で血に染めろ        | エレキング                                                     |
| 第4話  | 4月02日         | ダンカン捕獲作戦！          | ダンカン                                                       |
| 第5話  | 4月09日         | 壮絶！ セブンガー引退試合   | ガラモン、ピグモン                                             |
| 第6話  | 4月16日         | 怪獣無法惑星                | 宇宙セブンガー、ガゾート、エレキング                           |
| 第7話  | 4月23日         | 帰ってきた赤いアイツ        | イカルス、ガンダー、改造パンドン、ガラモン、ジャグラー、ゴース |
| 第8話  | -               | 恐怖の要塞ロボット          | ビームミサイルキング                                           |
| 第9話  | -               | 灼熱！凍結！大地獄!!        | ペスター、ガンダー                                             |
| 第10話 | -               | 獅子の瞳が輝く時！          | アクマニヤ、オニオン、ケットル、ボーズ、サタンビートル         |

### ボイスドラマ
本作品と連動した『ウルトラマンゼット&ゼロ ボイスドラマ』が、2020年6月20日から12月12日まで本放送後の9時30分よりYouTube ULTRAMAN OFFICIAL by TSUBURAYA PROD.にて配信された。宇宙警備隊訓練校時代のゼットがゼロと出会い、宇宙警備隊に入隊するまでのエピソードが描かれる。
キャスト
- 宮野真守
- 畠中祐
- 関智一 (3)
- 入野自由 (9)
- 岸哲生 (14)
- 松本健太 (14)
- 駒田航 (20)
- 福山潤 (21,23)

スタッフ
- 脚本 - 足木淳一郎
- CG - 渋谷怜央加
- 編集 - 坂口俊昭

| 話数   | 配信日          | サブタイトル                       |
| ------ | --------------- | ---------------------------------- |
| 第1回  | 2020年 06月20日 | ゼットとゼロの出会いの話           |
| 第2回  | 06月27日        | 透明怪獣に出会ったら               |
| 第3回  | 07月04日        | 師匠の友達                         |
| 第4回  | 07月11日        | 頼もしいカプセル怪獣               |
| 第5回  | 07月18日        | ウルトラマンと太古の歴史           |
| 第6回  | 07月25日        | ウルトラゼットライザー             |
| 第7回  | 08月01日        | 時間よ戻れ                         |
| 第8回  | 08月08日        | 別の時空のウルトラマン             |
| 第9回  | 08月15日        | 鋼鉄の弟さん                       |
| 第10回 | 08月22日        | バロッサ星人                       |
| 第11回 | 09月05日        | ゼロ師匠のお父さんのこと           |
| 第12回 | 09月12日        | 頼もしいぜ、ロボット！             |
| 第13回 | 09月19日        | ウルトラメダル                     |
| 第14回 | 09月26日        | スパークドールズ劇場Z              |
| 第15回 | 10月03日        | 最強の姿！                         |
| 第16回 | 10月10日        | 何が役に立つかはわからないという話 |
| 第17回 | 10月17日        | 黒いウルトラマン                   |
| 第18回 | 10月24日        | 頭を鍛えろ！                       |
| 第19回 | 10月31日        | 兄さん                             |
| 第20回 | 11月14日        | ギャラクシーレスキューフォース     |
| 第21回 | 11月21日        | メビウス兄さん                     |
| 第22回 | 11月28日        | 採用試験 (1)                       |
| 第23回 | 12月05日        | 採用試験 (2)                       |
| 第24回 | 12月12日        | ここから始まる                     |
| 特典版 | -               | ビジュアルブック特典版             |
| 特別編 | -               | 初任務                             |

### 小説
擲命のデシジョン・ハイト ―ストレイジ創設物語―
TSUBURAYA IMAGINATIONにて配信。原案・監修は田口清隆、執筆は小柳啓伍。
物語はテレビシリーズの前日談で、各キャラクターのプロフィールがベースとなっている。
ジャグラス ジャグラークロニクル ジャの道は蛇
『ウルトラマンZ完全超全集』に収録。監修は円谷プロ・田口清隆、執筆は中野貴雄。
ジャグラーがヘビクラになるまでの真実を描いたものとなっている。

### 漫画
戦え!セブンガー
『てれびくん』にて2021年4月号から2022年4月号まで連載された。脚本は田口清隆、漫画は川石テツヤ。
物語はテレビシリーズより前の時間軸を舞台としており、ストレイジとセブンガーの活躍が描かれる。
- 『戦え!セブンガー ウルトラ怪獣シリーズEX 怪獣ボールセブンガーソフビ付き』小学館 2022年7月8日発売 ISBN 978-4-09-943105-1

### ゲーム
データカードダス『ウルトラマン フュージョンファイト！』
本作品の放送と連動したシリーズ『ウルトラマン フュージョンファイト！ゼットヒート』が稼働中。
くじガシャポン『ウルトラマン アバレンボウル』
激レアメダル/超レアメダル 06弾より登場。2021年3月で稼働終了。
『ウルトラ怪獣バトルブリーダーズ』
アプリゲーム。2020年8月よりウルトラマンゼット登場。2021年5月26日をもってサービス終了。

### メッセージ動画
『メッセンジャーZ』はTSUBURAYAアカウント登録者限定メッセージ動画。無料の会員登録をすることで毎週放送後にEメールで通知されるアドレスから視聴が可能。
| #      | 配信日          | サブタイトル                       |
| ------ | --------------- | ---------------------------------- |
| 第1回  | 2020年 09月05日 | 必殺技講座 (1)ゼスティウムメーザー |
| 第2回  | 09月12日        | Zクイズ (1)                        |
| 第3回  | 09月19日        | 必殺技講座 (2)ゼスティウムアッパー |
| 第4回  | 09月26日        | Zクイズ (2)                        |
| 第5回  | 10月03日        | Zクイズ (3)                        |
| 第6回  | 10月10日        | Zクイズ (4)                        |
| 第7回  | 10月17日        | Zクイズ (5)                        |
| 第8回  | 10月24日        | Zクイズ (6)                        |
| 第9回  | 10月31日        | Zクイズ (7)                        |
| 第10回 | 11月07日        | 必殺技講座 (3)ゼスティウムドライブ |
| 第11回 | 11月14日        | Zクイズ (8)                        |
| 第12回 | 11月21日        | Zクイズ (9)                        |
| 第13回 | 11月28日        | Zクイズ (10)                       |
| 第14回 | 12月05日        | Zクイズ (11)                       |
| 第15回 | 12月12日        | Zクイズ (12)                       |
| 第16回 | 12月19日        | Zクイズ (13)                       |
| 第17回 | 12月26日        | 必殺技講座 (4)ゼスティウム光線     |

### 特別応援配信
YouTubeウルトラマン公式で、ウルトラマンZ特別応援配信と題して本編の怪獣や内容に関連するエピソードを配信。
| #       | 配信日          | エピソード                                                        | 備考                                       |
| ------- | --------------- | ----------------------------------------------------------------- | ------------------------------------------ |
| 01      | 2020年 06月22日 | 『ウルトラマンレオ』 第34話「ウルトラ兄弟永遠の誓い」             | セブンガー登場                             |
| 02      | 06月29日        | 『ウルトラマン』 第3話「科特隊出撃せよ」                          | ネロンガ登場                               |
| 03      | 07月06日        | 『ウルトラマン』 第25話「怪彗星ツイフォン」                       | ギガス登場                                 |
| 04      | 07月13日        | 『ウルトラマン』 第10話 「謎の恐竜基地」                          | ジラース登場                               |
| 05      | 07月20日        | 『ウルトラマンオーブ』 第17話 「復活の聖剣」                      | ジャグラス ジャグラー登場 ゼッパンドン登場 |
| 06      | 07月27日        | 『ウルトラセブン』 第24話「北へ還れ！」                           | ウインダム登場                             |
| 07      | 08月03日        | 『ウルトラマンジード』 第1話「秘密基地へようこそ」                | スカルゴモラ登場                           |
| 08      | 08月10日        | 『ウルトラマンギンガS』 第8話「朝焼けの死闘」                     | ファイブキング(SDU)登場                    |
| 09      | 08月17日        | 『ウルトラセブン』 第14話「ウルトラ警備隊西へ 前編」              | キングジョー登場                           |
| 10      | 08月24日        | 『ウルトラセブン』 第15話「ウルトラ警備隊西へ 後編」              | キングジョー登場                           |
| 特別編  | 08月31日        | 『ウルトラマンメビウス』 第14話「ひとつの道」                     | マケット怪獣 ウインダム登場                |
| 11      | 09月07日        | 『ウルトラマンタイガ』 第22話「タッコングは謎だ」                 | ギーストロン登場                           |
| 12      | 09月14日        | 『ウルトラセブン 1999最終章6部作』 第5話「模造された男」          | キングジョーII登場                         |
| 13      | 09月21日        | 『かいじゅうステップワンダバダ』 第24話 「ロケット カネちゃん！」 | カネちゃん（カネゴン）登場                 |
| 14      | 09月28日        | 『ウルトラマン』 第17話「無限へのパスポート」                     | ブルトン登場                               |
| 15      | 10月05日        | 『ウルトラマンX』 第21話「美しき終焉」                            | グリーザ登場                               |
| 16      | 10月12日        | 『ウルトラマンR/B』 第12話「俺たちの守るべきもの」                | ホロボロス登場                             |
| 17      | 10月19日        | 『ウルトラマンオーブ』 第23話「闇の刃」                           | ジャグラス ジャグラー登場                  |
| 18      | 10月26日        | 『ウルトラQ』 第19話「2020年の挑戦」                              | ケムール人登場                             |
| 19      | 11月02日        | 『ウルトラマンA』 第14話「銀河に散った5つの星」                   | バラバ登場                                 |
| 特別編2 | 11月09日        | 『帰ってきたウルトラマン』 第18話「ウルトラセブン参上！」         | ベムスター登場                             |
| 20      | 11月16日        | 『ウルトラマンX』 第19話「共に生きる」                            | M1号登場                                   |
| 21      | 11月23日        | 『ウルトラマンメビウス』 第4話「傷だらけの絆」                    | ケルビム登場                               |
| 22      | 11月30日        | 『ウルトラマンジード』 第3話「サラリーマンゼロ」                  | ダークロプスゼロ登場                       |
| 23      | 12月07日        | 『ウルトラマンタイガ』 第2話「トレギア」                          | キングゲスラ登場                           |
| 24      | 12月14日        | 『ウルトラマンダイナ』 第49話「最終章I 新たなる影」               | ゼルガノイド登場                           |
| 25      | 12月21日        | 『ウルトラマンオーブ』 第25話「さすらいの太陽」                   | ジャグラス ジャグラー登場                  |

### 記念特別動画
『ウルトラマンの日〜特別動画〜 ウルトラマンゼットのサプライズ大作戦』は、YouTubeウルトラマン公式で『ウルトラマンの日』を記念してゼットがウルトラマンに感謝を伝える短編エピソード。当日の公式Twitterアカウント（@ultraman_series）では6兄弟の元へ向かうゼットによる実況投稿を実施、TSUBURAYA・GLAXY内で特集ページも組まれた。
| 配信日          | タイトル | 登場キャラクター |
| --------------- | --- | --- |
| 2020年 07月10日 | 【7/10は「ウルトラマンの日」】記念特別動画♪ 「ご唱和ください、“彼“の名を！」絆を結ぶ、新たなる印「クロスタッチ」誕生！ 【ウルトラマンZ】 | ウルトラマンゼット、ウルトラマン ウルトラマンタロウ、ソフィー ウルトラマンエース、ウルトラマンジャック ウルトラセブン |

『ウルトラマンZ』の田口清隆監督が本気でソフビ特撮してみた!!
YouTubeバンダイ公式チャンネルで2021年3月20日配信の、田口清隆監督自身がウルトラソフビ（ウルトラヒーローシリーズウルトラマンゼットベータスマッシュ、ウルトラ怪獣シリーズデスフェイサー）を使い撮影した特撮手本動画。